# Deportivo Táchira Fútbol Club
El Deportivo Táchira Fútbol Club, más conocido como Deportivo Táchira o simplemente Táchira, es un club de fútbol profesional venezolano con sede en San Cristóbal, estado Táchira. Actualmente juega en la Primera División de Venezuela y disputa sus partidos como local en el Estadio Polideportivo de Pueblo Nuevo.
Fue fundado el 11 de enero de 1974, por iniciativa del italiano Gaetano Greco(junto a Fantino Cappocione, Lino Mulazzi, Andrea Carnevale, Mario Palaveccino, Francisco “Paco” Méndez, Alfonso López, Rafael Galvis, Gregorio González Lovera, Luis Moret, Germán Pineda Romero, Orlando Maldonado, Enrique Dugarte, Aurelio Ontiveros y Luis Trejo) con el nombre de San Cristóbal Fútbol Club a partir del equipo juvenil amateur "Juventus de San Cristobal", fundado anteriormente por el mismo Gaetano Greco. El San Cristóbal disputaba sus primeros encuentros con camiseta azul y pantalón blanco. Dichos colores, similares a los de la Selección de Italia, recordaban que Greco inicialmente a este equipo pensó llamarle “Deportivo Italia de San Cristóbal” como equipo de la local colonia italiana.
Sus inicios fueron en la copa "X Feria de San Sebastián" donde venció en el debut a la selección de Mérida y luego empató con el norte de Santander, para proclamarse campeón del torneo. El 1.º de marzo de 1975 inició por la ruta profesional al enfrentarse con la Universidad de Oriente en la copa Venezuela y alcanzó el subcampeonato de dicho torneo, luego de superar al Portuguesa que era uno de los más fuertes en la época.
Desde 1975 participa en la Primera División de Venezuela, lo que lo convierte en el equipo venezolano más antiguo que jamás descendió o participó en la categoría inferior. Actualmente ocupa la primera posición de la clasificación histórica de la Primera División de Venezuela con 2268 puntos.
A nivel internacional, es el equipo venezolano con más participaciones en la Copa Libertadores. Su mejor participación internacional fue avanzar a cuartos de final de forma invicta en la Copa Libertadores 2004, Y ha tenido Otras destacadas Es el único equipo venezolano en pasar de la primera fase de la Copa Libertadores de América.
El Deportivo Táchira, cuenta con un equipo filial denominado Deportivo Táchira "B" que participa en la Tercera División Venezolana 2019. Posee además un equipo de fútbol femenino llamado Deportivo Táchira (Femenino) que participa en la Superliga Femenina y uno de fútbol sala llamado Deportivo Táchira Fútsal Club que forma parte de la Liga Venezolana de Fútbol Sala y del Torneo Superior de Futsal, También cuenta con un equipo de ciclismo llamado, Club de ciclismo Deportivo Táchira..
Su acérrimo rival es el Caracas Fútbol Club, con el que disputa el clásico del fútbol venezolano. También disputa el denominado clásico andino ante Estudiantes de Mérida y el clásico andino-llanero ante el Zamora Fútbol Club.
En enero de 2014 fue nombrado Patrimonio Cultural y Deportivo del Estado Táchira. Y es orgullo de los tachirenses, caracterizados por ser una afición exigente.

## Historia

### Inicios

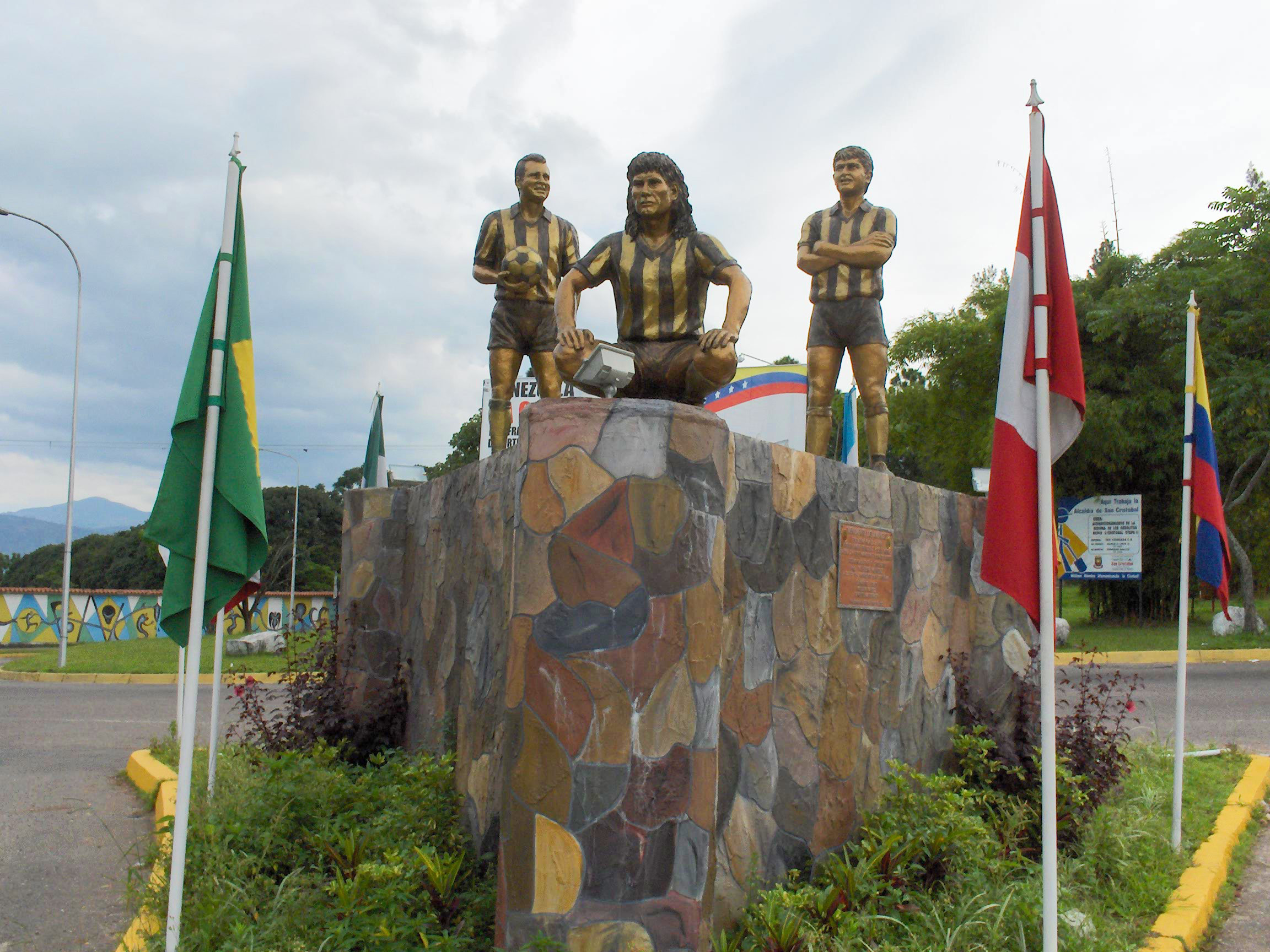
Monumento Las Américas; con los exfutbolistas del Deportivo Táchira: Laureano Jaimes, William Méndez y Carlos Maldonado.

Fundado en 1974 como San Cristóbal Fútbol Club, mantuvo este nombre durante su era amateur en el fútbol venezolano. Al iniciar su participación en la Primera División de Venezuela el equipo comenzó a denominarse Deportivo San Cristóbal Fútbol Club con este nombre participó en tres torneos nacionales, obteniendo el subcampeonato de la Copa Venezuela en 1975.
Ese mismo año 1975, surgió una rivalidad deportiva que se mantiene en la actualidad, con Estudiantes de Mérida F.C., siendo conocido como el clásico andino, el 16 de marzo de 1975 en el estadio “Guillermo Soto Rosa” de Mérida por la Copa Venezuela, el cual finalizó con marcador de 3-2 a favor de los emeritenses.
Entretanto, el primer clásico en el campeonato nacional se jugó el 15 de junio de 1975, en el cual los tachirenses obtuvieron la victoria por 1-0 gracias a un gol anotado por el uruguayo Jorge Silvera al minuto 59, esta vieja rivalidad fue dando paso progresivamente a otras, dependientes de las realidades deportivas del momento.
Es así como en la década del 80’, se generó el clásico con el Club Sport Marítimo de Venezuela el cual se mantuvo hasta la desaparición de la institución lusa en 1995, posteriormente, se concretó la rivalidad que se mantiene con el Caracas F.C., el cual se consolidó con la llegada del nuevo milenio, el arraigo del Deportivo San Cristóbal entre el pueblo tachirense fue creciendo cada vez más.
El equipo se convertía progresivamente en el estandarte representativo del gentilicio del Táchira y el sentimiento de identidad arrastraba a una fanaticada que se extendía por todo el territorio nacional, obligado a la atender dicho fervor, el cuadro pasó a denominarse Deportivo Táchira en 1978, complaciendo así la demanda de cientos de poblados, municipios y caseríos que dibujan la geografía regional.
En 1978, el Deportivo San Cristóbal cambió su nombre a Deportivo Táchira Fútbol Club alcanzando en 1979, su primer campeonato el domingo 9 de diciembre de 1979, el ahora Deportivo Táchira arribaba a la primera gran cita con la historia de la mano del técnico uruguayo Esteban Beracochea, en un final frenético de temporada ante Estudiantes de Mérida, duelo que terminó con un abultado 5-0 favorable a los atigrados, convirtiéndose en uno de los episodios memorables de la historia aurinegra. Con el estadio Pueblo Nuevo de San Cristóbal a reventar, se escribiría así la primera gran página de la institución con el inédito título de Campeón absoluto, tras el resultado sin precedentes, la alegría se desató en las tribunas del Templo Sagrado del fútbol venezolano. Parte del público invadió la cancha celebrando con los jugadores, flameando las banderas y llorando de alegría por la consecución de la primera gloria aurinegra. El 29 de noviembre de 1981, Esteban Beracochea y sus dirigidos arribaron a su cita particular con el destino para obtener el Segundo Campeonato ante Portuguesa F.C. y así dar otro paso adelante en aquella imborrable histórica tarde. El cuadro aurinegro tuvo en ese periplo a tres técnicos: comenzó dirigiendo Nelson Silva Pacheco, uruguayo que había jugado en el equipo poco tiempo antes y había logrado el subcampeonato de Copa Venezuela, le dio paso a su compatriota “Poroto” Brito, quien tras desavenencias con la Directiva del equipo, fue cesado para brindarle de nuevo la confianza a Beracochea y llegó el segundo campeonato en 1981 y el subcampeonato en 1982, detrás del Atlético San Cristóbal.

### Década de los 80

Deportivo Táchira vs Independiente de Avellaneda (19 de julio de 1987).

En 1984 consiguió su tercer campeonato, Elevado a la palestra internacional por sus participaciones en la Copa Libertadores de América y su presencia como favorito en los campeonatos locales, además de la obtención de la Copa Venezuela (1982), Copa Bicentenario del Libertador (1983) y Copa Almirante Brión (1983), el 18 de noviembre de 1984 el Deportivo Táchira FC alcanzaba el tricampeonato bajo el mando del técnico argentino Carlos Horacio Moreno, sin embargo la crisis económica que enfrentó durante  este tiempo lo obligó a fusionarse con el Atlético San Cristóbal, formando el Unión Atlético Táchira, con el cual obtuvo su cuarta estrella. El 19 de julio de 1987 consigue una victoria por 3-2 en Pueblo Nuevo frente al Independiente de Avellaneda, integrado por varios mundialistas argentinos en aquel entonces, destacando el gol de arco a arco conseguido por el guardameta Daniel Francovig. En la Copa Libertadores 1989 estaría en el grupo 2 junto con Bahía de Brasíl, Internacional De Porto Alegre y Sport Marítimo, donde finalizó segundo detrás de Bahía, en esa copa del 89´ el equipo aurinegro lograría una victoria histórica tras vencer 1-0 a Internacional en pueblo nuevo y lograría 7 puntos. En octavos se enfrentaría al Sol de América de Paraguay la ida terminaría 3-0 a favor de los paraguayos pero en la vuelta sorprendentemente el Táchira empataría la serie ganando 3-0, pero en penales avanzaría el Sol de América por ganar (3-2).
En la Copa Libertadores 1991, Táchira conformaría el grupo 5 junto con América de calí, Atlético Nacional y el Sport Marítimo. Ahí terminaría tercero con 5 puntos, avanzando a los octavos de final donde sería eliminado por el Flamengo de Brasil.

### Regreso al título 1999-00

Campeones de la Quinta Estrella.

En los siguientes años lograron cuatro subtítulos, a pesar de esto el equipo pasó por profundas dificultades económicas que lo llevaron a estar a punto de desaparecer, finalmente el grupo de personas que evitaron su desaparición tomaron la decisión de retomar el nombre de Deportivo Táchira Fútbol Club para la temporada 1999-00, obteniendo ese mismo año el quinto campeonato de la institución. Luego de la conquista alcanzada en 1986 y el cambio de color de uniforme (en 1987 regresó el amarillo y negro), el Unión Atlético Táchira se convirtió en un animador constante de la puja por el título. 4 Subcampeonatos entre 1986 y 2000 con planteles altamente competitivos, significaba poca cosa para una afición que se había acostumbrado a ganar y que, hasta el sol de hoy, es la más exigente del país. Habitual participante en la Copa Libertadores de América, algo seguía faltando para hacer de nuevo a Táchira campeón. El equipo recobró el nombre de Deportivo Táchira y bajo el formato de Torneo Apertura y Clausura, más Cuadrangular Final, bajo el mando del experimentado técnico uruguayo Walter “Cata” Roque, el equipo dominó de principio a fin, con números impresionantes, conquistando los dos torneos cortos y un Cuadrangular Final.
Diversos fueron los factores que hicieron posible tantos logros en la temporada 99-2000, y el siempre recordado “Cata” Roque los mantiene claros entre sus gratos recuerdos. “Ese año lo ganamos todo, Apertura, Clausura y Cuadrangular Final; siempre digo que todo en el fútbol se puede lograr con la disposición que tuvimos durante ese torneo en Táchira, porque todos empujaron para el mismo lado, desde la hinchada hasta los directivos, y al final todo terminó de la mejor manera”: Deportivo Táchira F.C. Campeón de la Temporada 1999-2000.

En la Copa Libertadores 2004 el Deportivo Táchira haría su participación histórica tras llegar a los cuartos de final de forma invicta, integrando su grupo junto con Deportes Tolima, River Plate y Libertad, terminando segundo detrás de River Plate a quien le empató los dos partidos. En los octavos se enfrentaría al Club Nacional de fútbol, la ida en San Cristóbal terminó 3-0 a favor del Deportivo Táchira, y la vuelta en el centenario terminó en empate (2-2) global (5-2), en cuartos se vería las caras con el Sao Paulo el fuerte equipo de Brasíl, la ida en San Pablo terminaría 3-0 a favor de los brasileños y la vuelta en pueblo nuevo sería victoria de los paulistas por 1-4, finalizando así el invicto y la mejor participación del equipo aurinegro en la Copa Libertadores.

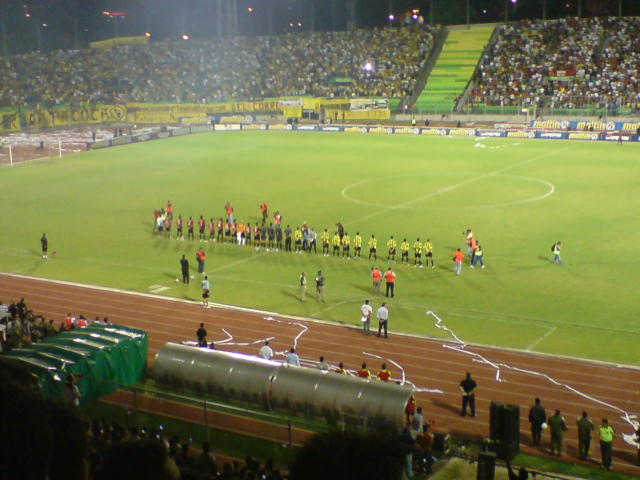
Final 2007-2008

### Campaña 2007-08
En la campaña 2007-08, con la conducción de Carlos Maldonado los aurinegros se coronaron por sexta vez campeones del fútbol venezolano, obteniendo el título del Torneo Clausura, totalizando 42 puntos. El Deportivo Táchira obtuvo el campeonato nacional tras disputar el playoff final ante el Caracas Fútbol Club (campeón del Torneo Apertura), la primera final se disputó en el Estadio Olímpico de la Universidad Central de Venezuela donde los aurinegros obtuvieron un empate por 1-1. El encuentro de vuelta, disputado en el Polideportivo de Pueblo Nuevo, finalizó por marcador de 0-0, así el Deportivo Táchira obtuvo el campeonato después de ocho años.

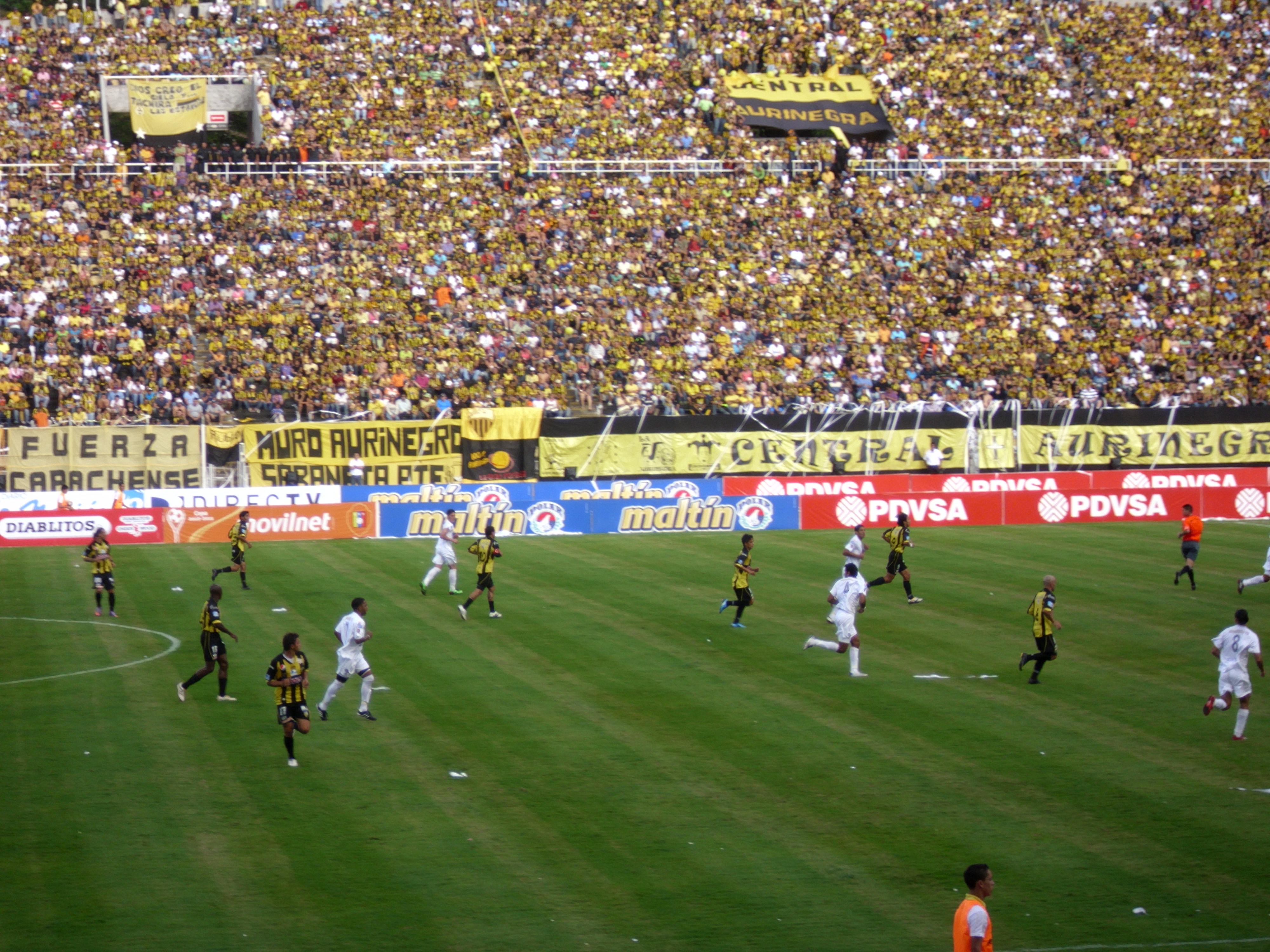
Enfrentamiento entre el Deportivo Táchira y el Real Esppor en el Polideportivo de Pueblo Nuevo por la penúltima fecha del Torneo Apertura 2010.

En el año 2009, durante su participación en la Copa Libertadores integró el grupo 2 junto con Boca Juniors de Argentina, Deportivo Cuenca de Ecuador y Guaraní de Paraguay, el debut en la copa se produjo el 10 de febrero ante el Club Guaraní, obteniendo una victoria de visitante por 2-1. En el siguiente encuentro fue derrotado 1-0 por Boca Juniors y luego venció al Deportivo Cuenca 1-0. En la segunda vuelta solo obtuvo una victoria, siendo eliminados al ocupar el tercer lugar de su grupo.
En ese mismo año, tras un torneo muy discreto pero efectivo, logró adjudicarse el Torneo Apertura, llegando a la última jornada con un mínimo de oportunidades, pero, tras las derrotas de sus acérrimos rivales Deportivo Italia por 1-0 ante el ACD Lara y del Caracas Fútbol Club por 2-0 ante el Deportivo Anzoátegui consiguieron el título y aseguraron su participación en la final 2009-10. Al igual que la definición por el título de la temporada 2007-08 el encuentro de ida se llevó a cabo en la ciudad de Caracas pero esta vez finalizó con victoria para los locales por 1-0. Una semana más tarde en la ciudad de San Cristóbal los capitalinos se impusieron nuevamente en el marcador por 4-1, consiguiendo su decimoprimer título nacional.
Tras la partida de Carlos Maldonado, la directiva del club anunció la llegada del colombiano Jorge Luis Pinto como nuevo director técnico y con él algunos futbolistas de experiencia como Walter Moreno, Julio Gutiérrez, Sergio Herrera y Sebastián Hernández. El equipo tuvo un gran inició en el Torneo Apertura con tres victorias consecutivas y un empate. El 22 de septiembre de 2010 sufrió su única derrota durante todo el campeonato al caer por 2:0 ante el Monagas Sport Club en la ciudad de Maturín. El carrusel aurinegro llegó a las dos últimas fechas del torneo en el segundo lugar con 32 puntos, a tan solo uno del líder Real Esppor.

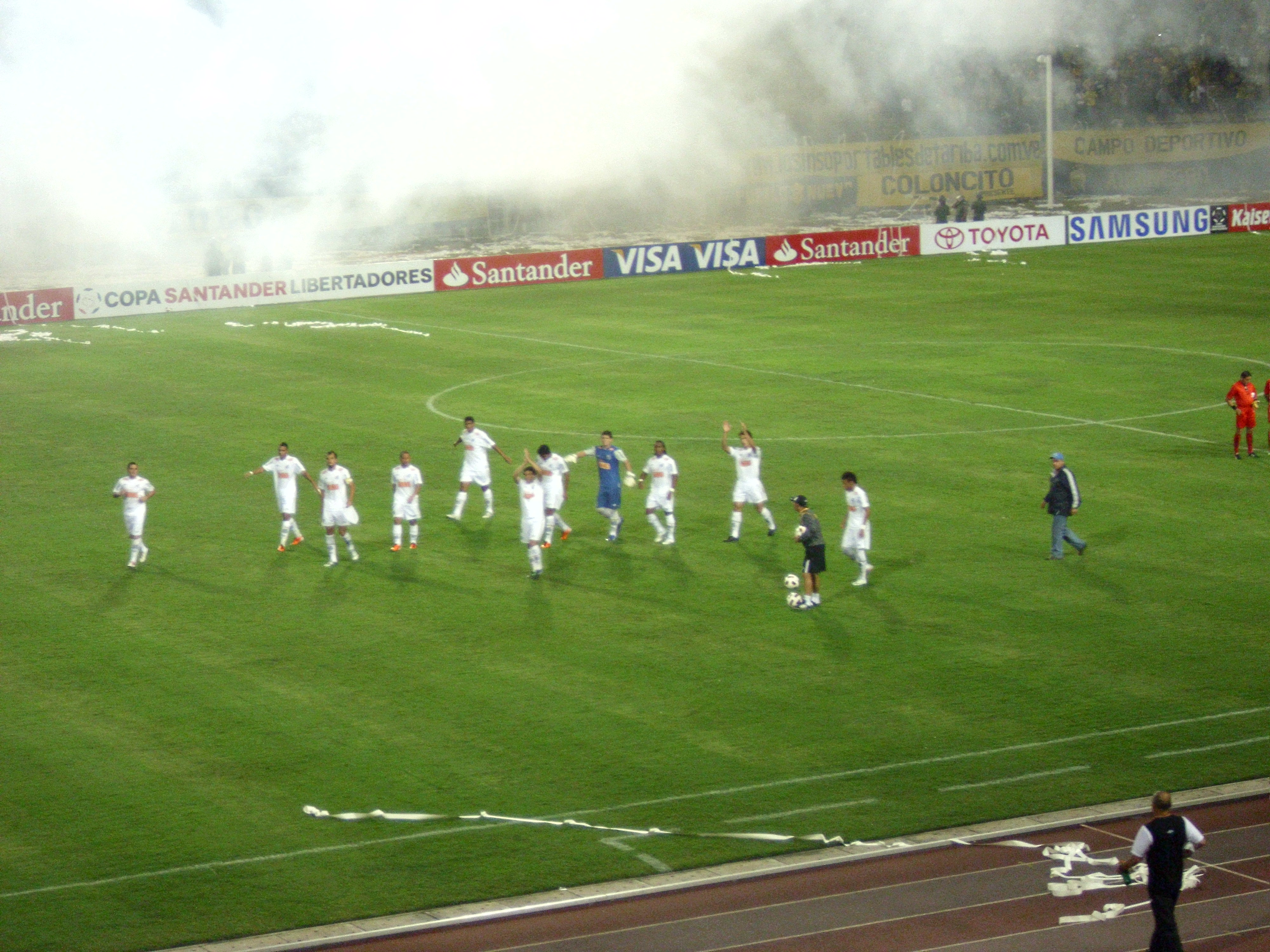
Futbolistas del Santos en el Polideportivo de Pueblo Nuevo antes de enfrentar al Deportivo Táchira en la Copa Libertadores 2011.

En el enfrentamiento entre ambos clubes en la penúltima fecha, los tachirenses obtuvieron la victoria por 2:0 y lograron situarse en la primera posición con dos puntos de ventaja. En la última fecha visitaron al Deportivo Petare, con el que empataron 0:0 resultado que les alcanzó para hacerse con el título del torneo apertura con 36 puntos, la misma cantidad que el Esppor pero con una mejor diferencia de goles.

### Temporada 2011
A partir de febrero de 2011 disputó la Copa Libertadores 2011 donde integró el grupo 5 junto con Santos de Brasil, Colo-Colo de Chile y Cerro Porteño de Paraguay, siendo eliminados tras finalizar en la última posición con tan solo dos puntos. La segunda mitad del campeonato fue muy irregular para los aurinegros pues solo sumaron 20 puntos y se ubicaron en la decimocuarta posición del Torneo Clausura. A pesar de esto el club obtuvo su séptima estrella al superar al Zamora Fútbol Club en la final nacional en dos encuentros (victoria 1-0 y empate 0-0), consagrándose de paso como uno de los Campeones del Bicentenario.
La siguiente temporada no fue muy buena para el Deportivo Táchira; en el Torneo Apertura 2011 finalizó en la decimotercera posición con 20 puntos, aunque salvó, en parte, el torneo al quitarle el título a su acérrimo rival, el Caracas F. C. cuando en la penúltima jornada se enfrentaron en el Polideportivo de Pueblo Nuevo y le ganó por 2-1. En la Copa Libertadores 2012 formó parte del grupo 6 junto con Cruz Azul de México, Corinthians de Brasil y Nacional de Paraguay.
Aunque el club culminó invicto de local al empatar todos sus partidos, quedó último en su grupo, a un punto del tercero y a ocho del segundo. En el Torneo Clausura 2012 logró la misma cantidad de puntos que en el Apertura, pero esta vez ocupó el decimoprimer lugar. En la tabla acumulada finalizó en la posición número doce, lo que le permitió disputar la serie pre-Sudamericana donde obtuvo un cupo para el torneo tras eliminar al Zulia Fútbol Club por 5-3 y al Yaracuyanos Fútbol Club por 1-1 (v). En la siguiente temporada, el aurinegro, consiguió fichar jugadores de alto nivel como César González, José Vizcarra y Matías Quagliotti, así como se deshizo de jugadores históricos de la institución como Gerzon Chacón y Javier Villafráz.
En la Copa Sudamericana 2012 enfrentó al Barcelona de Ecuador en la primera fase, el partido de ida fue de escasas ocasiones de gol y terminó 0-0, mientras que el de vuelta acabó sorpresivamente 5-1 a favor del conjunto ecuatoriano y así el Táchira quedó rápidamente eliminado. En el partido contra Atlético Venezuela acordado para la jornada 11 del Torneo Apertura 2012, la directiva del Deportivo Táchira decidió que el equipo lo disputara con una camiseta rosada, en apoyo a la organización Senos Ayuda y así gestionar fondos para la lucha contra el cáncer de mama; en el momento en que se entonaba el himno nacional, algunos aficionados tachirenses salieron de las tribunas hasta llegar a la pista atlética para manifestar su oposición ante el uniforme usado. El partido se suspendió y se tomaron medidas de castigo para los hinchas culpables.

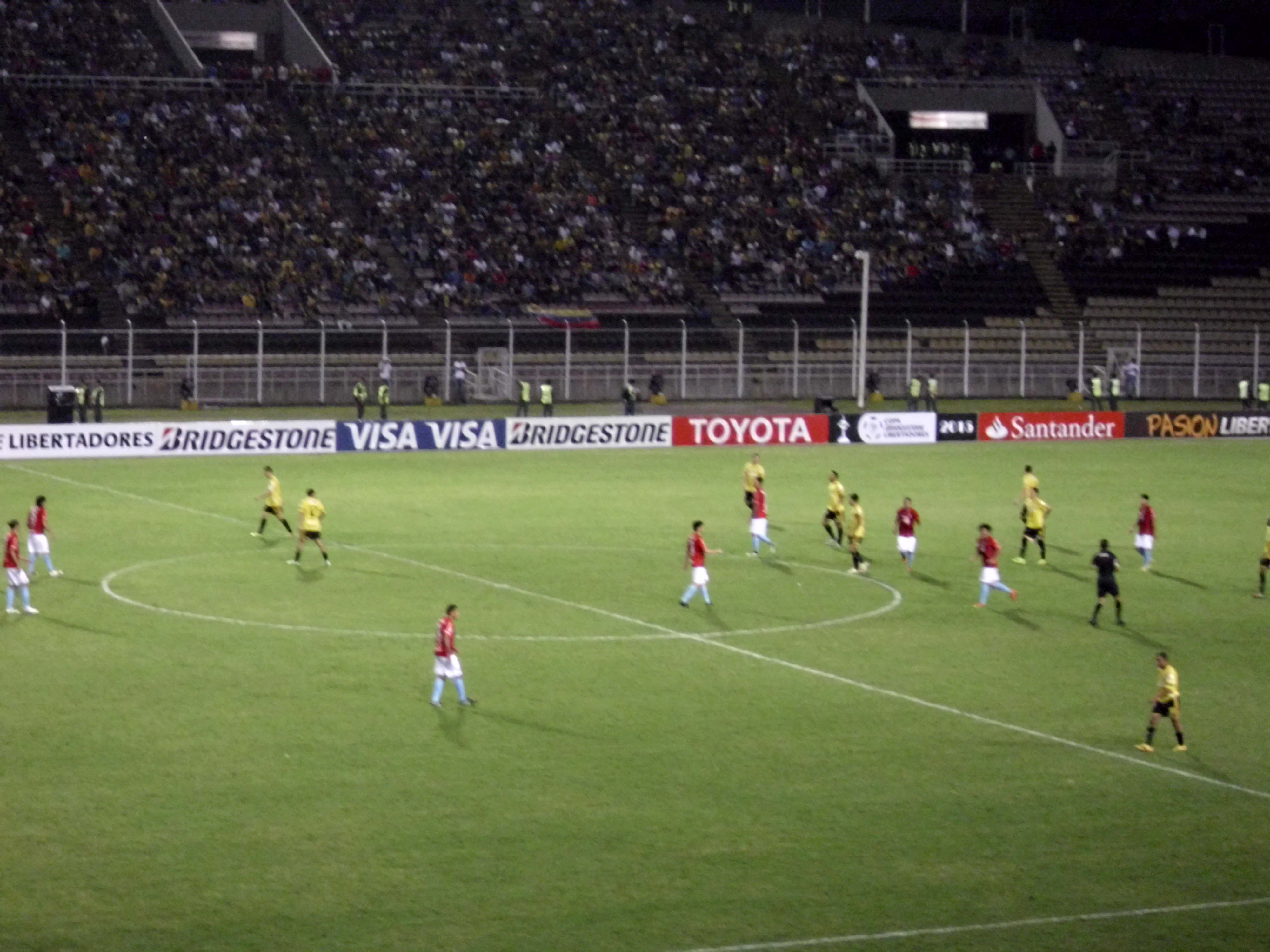
Partido entre el Deportivo Táchira y Cerro Porteño por la primera fase de la Copa Libertadores 2015.

Este mismo torneo no finalizó bien para el carrusel aurinegro al terminar en la posición número 11. Para el Torneo Clausura 2013 se hizo oficial la contratación de Daniel Farías proveniente del Deportivo Anzoátegui, trayendo consigo jugadores que lo ayudaron a conseguir el subcampeonato del equipo; Táchira terminó una mala campaña en la posición 10; ya para la 2013-14 en el Torneo Apertura el club hizo una mejor campaña al finalizar en la sexta posición. En el Clausura 2014 el aurinegro estuvo muy cerca de ganar el campeonato al finalizar en el tercer lugar a solo dos puntos del campeón Zamora.

### Campaña 2015-2016
El club clasificó a la Copa Libertadores 2015 como el equipo mejor ubicado en la tabla acumulada 2013-14 y tuvo que disputar la primera fase contra el Cerro Porteño, en el juego de ida en el Polideportivo de Pueblo Nuevo el partido quedó 2:1 a favor de los locales, mientras que en el juego de vuelta en el Estadio General Pablo Rojas de Asunción el partido finalizó 2:2, clasificando así a la segunda fase donde formó parte del grupo 8 junto con Racing Club, Guaraní y Sporting Cristal obteniendo tres puntos y quedando eliminado.

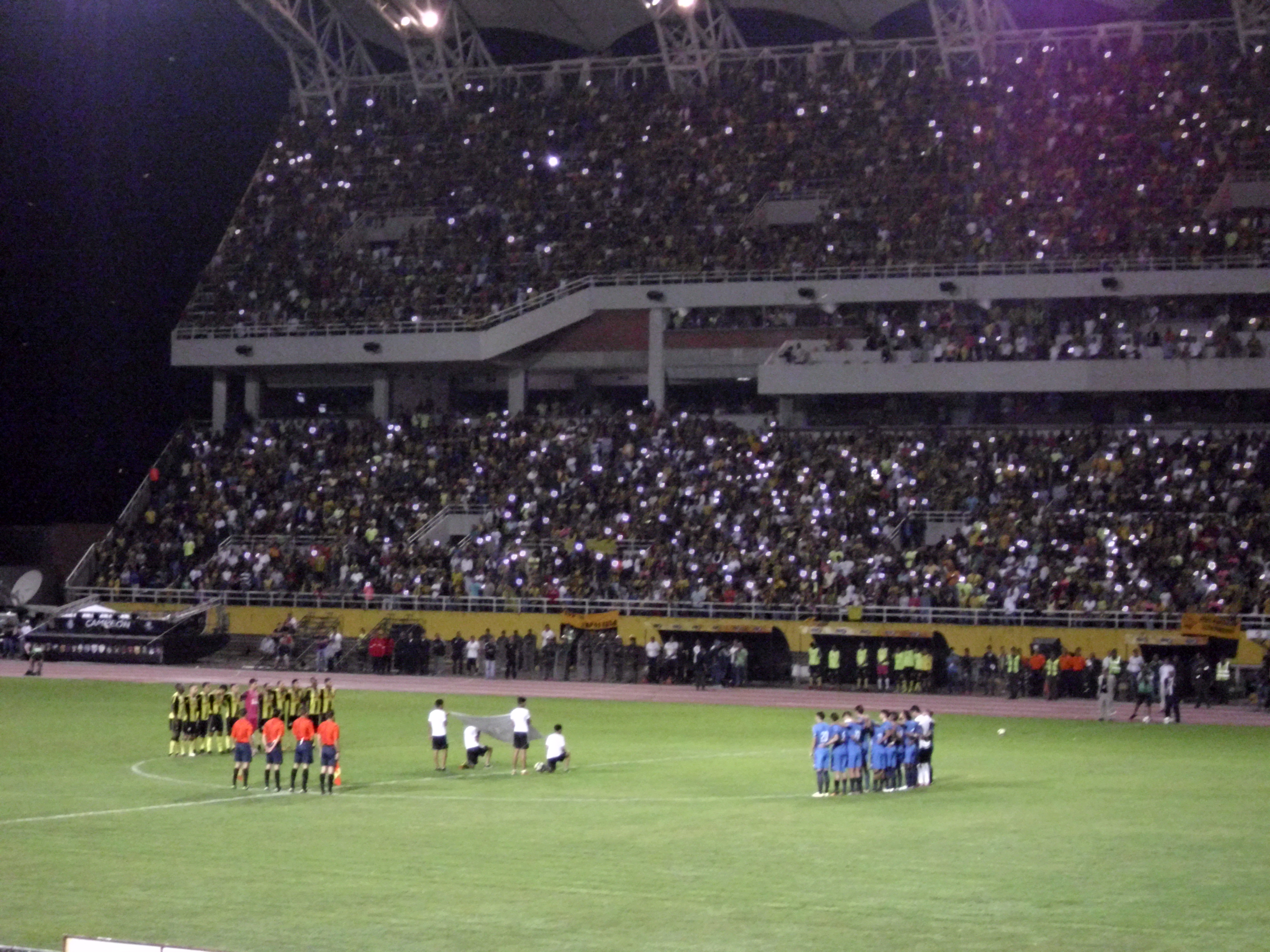
Minutos de silencio en Pueblo Nuevo, homenaje a los futbolistas del Chapecoense.

En el Torneo Apertura 2014, Táchira tuvo una temporada regular logrando posicionarse entre los diez primeros lugares. Todo lo contrario sucedió en el Clausura 2015 donde se coronó campeón tras empatar en un agónico partido ante el Caracas F. C. en el clásico del fútbol venezolano, el partido terminó 2-2 con un gol de Wilker Ángel al minuto 93:10. La final nacional para definir al campeón absoluto la disputó contra Trujillanos. El partido de ida jugado en la ciudad de Valera terminó en empate 0-0 tras un partido en el que no pasó mucho gracias al pésimo estado del campo. El partido de vuelta fue cerrado hasta el minuto 78 cuando Jorge Alberto Rojas marcó un gol de tiro penal, dándole al Deportivo Táchira su octavo título nacional.
En la Copa Libertadores 2016 el Deportivo Táchira haría una buena participación llegando hasta los Octavos de final siendo eliminado por el equipo mexicano de Pumas UNAM. En esa edición compartiría grupo junto con Emelec de Ecuador, Olimpia de Paraguay y el mismo Pumas de México. Terminó segundo en su grupo con 9 puntos, detrás de Pumas ganando todos sus encuentros como local. En octavos se enfrentaría al equipo de la ciudad universitaria, ganando en Pueblo Nuevo por 1-0 y cayendo en México por 2-0, así poniendo fin a otra buena presentación en la mayor competición de clubes en Sudamérica. En la siguiente edición de la Libertadores es decir en la edición 2017 del certamen ya con otro formato, jugaría la primera fase frente al Club Deportivo Capiatá debutante en el certamen, jugarían el primer asalto en el estadio Erico Galeano Segovia, ganando Capiatá por 1-0 y en la vuelta en Pueblo Nuevo terminaría 0-0 pasando así el equipo paraguayo.

### Año 2018
En la Copa Libertadores 2018, el Deportivo Táchira participaría en la primera fase se enfrentaría contra el Club Social y Deportivo Macará el ídolo ambateño. Se jugaría la ida en Ambato - Ecuador, el partido quedaría global 1-1 y pasaría el Deportivo Táchira por gol de visitante tras quedar 0-0 en Pueblo Nuevo. En la segunda fase se enfrentaría al Independiente Santa Fe, el partido de ida se jugó en el Polideportivo de Pueblo Nuevo, en un tremendo partido que terminó a favor del equipo colombiano por marcador 2-3, el partido de vuelta en el Campín de Bogotá finalizó 0-0 pasando así el equipo colombiano. En esa misma temporada en el ámbito local, no sería una buena campaña para el carrusel aurinegro finalizando en posición n.º 7 en la tabla acumulada con 51 puntos. En el apertura de ese mismo año el equipo no lograría pasar a la liguilla (Play-Off). Ya para el clausura el equipo logró pasar a los play-off, enfrentándose en octavos al Estudiantes de Mérida. En una nueva edición del clásico andino en el partido de ida quedó 0-0 en el Metropolitano de Mérida y 3-1 en Pueblo Nuevo pasando así el equipo aurinegro, en semifinales se enfrentaría al Deportivo La Guaira, quedando el partido en San Cristóbal a favor del aurinegro por 1-0. La vuelta se jugaría en la capital, pasando el equipo naranja en un agónico partido que finalizó 3-1. 

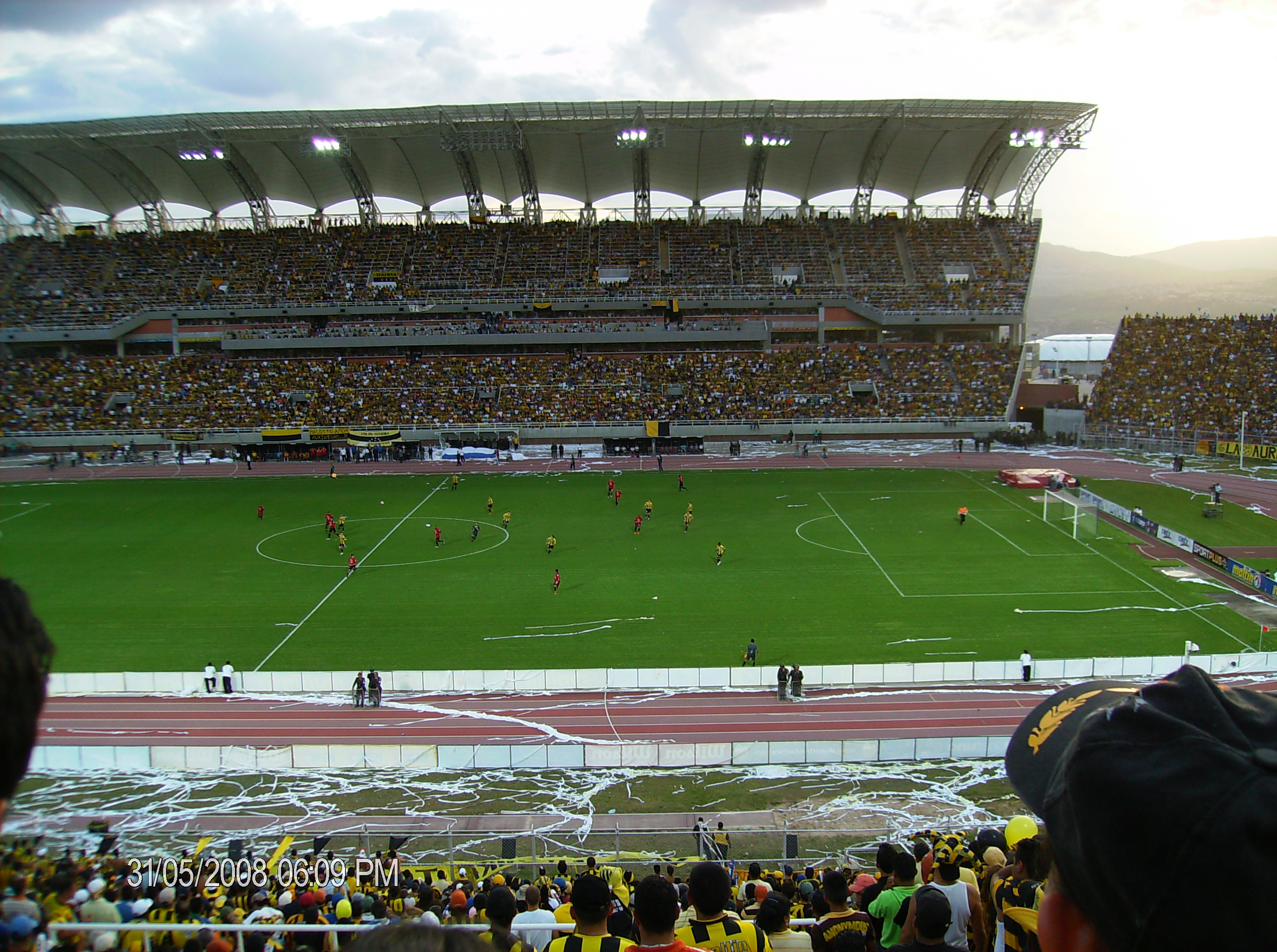
Polideportivo Pueblo Nuevo (estadio lleno).

En la temporada 2019 haría una temporada regular, finalizando primero en la tabla acumulada con 66 puntos. Aunque al inicio en el Torneo Apertura no lograría pasar a la liguilla siendo eliminado de forma temprana, y en la Copa Venezuela se presentía que sería otra temporada de flojo rendimiento, de cara al Torneo Clausura el funcionamiento del equipo cambiaría de manera impresionante, clasificando a la ronda de play-off. Al inicio, en los cuartos de final enfrentaría al Metropolitanos F.C., jugando el partido de ida en la capital que finalizaría con marcador de 2-0 a favor de los capitalinos, y la vuelta con un contundente 4-0 a favor del aurinegro, pasando así a las semifinales enfrentando a otro equipo capitalino el Deportivo La Guaira. En la ida, la maquinaria naranja conseguiría una victoria de 1-0, mas en la vuelta en Pueblo Nuevo el cuadro aurinegro conseguiría el pase a la final con un marcador de 3-0. En la final del torneo tendría que enfrentar a su clásico rival, el Caracas F.C.. La ida, jugada en el Estadio Olímpico de la UCV, culminó con un empate 1-1 dando así ventaja por gol de visitante al aurinegro. En la vuelta, bajo un marco impresionante como es costumbre de la afición tachirense, en un estadio repleto reviviendo de nuevo aquellas noches de fútbol, cánticos y alegría en el "Templo Sagrado", el cuadro popular estaría en ventaja hasta el minuto 89', en el que Rosmel Villanueva pondría cifras definitivas anotando el 2-2 y otorgando al cuadro saurio el título del Torneo Clausura debido a la regla del gol de visitante. El Rojo posteriormente conseguiría su duodécima estrella en la final absoluta ante Estudiantes de Mérida, pero aquella final dejaría un recuerdo grato para la hinchada aurinegra, volviendo a manifestar la reunión popular en un Pueblo Nuevo que volvía a llenarse, luego de años tormentosos debido a la crisis migratoria y las malas campañas.

### Temporada 2020
En la Copa Libertadores 2020, enfrentaría en segunda fase al Independiente de Medellín. El partido de ida terminaría 4-0 a favor del cuadro poderoso, mientras que la vuelta finalizaría con un 2-0 a favor del Carrusel Aurinegro, el cual no sería suficiente para empatar la serie.
La temporada comenzó el 30 de enero y se esperaba que culminará en diciembre con la final para definir el campeón absoluto. Sin embargo, a mediados de marzo se suspendió la jornada 6 debido a la pandemia del COVID-19. El 15 de mayo de 2020 la FVF anunció la finalización del campeonato, dejando sin efecto los partidos jugados hasta el 9 de marzo.
Más adelante, a principios de septiembre, la FVF anunció que se reanudaría la Liga FUTVE para el 14 de octubre, jugando en un formato distinto, en burbujas sanitarias establecidas en Valencia y Barinas, y solamente con 17 equipos, ya que tanto el Zulia Fútbol Club como el Lala Fútbol Club anunciaron que se retirarían de la competencia para no arriesgar la salud de los jugadores y empleados de sus equipos. El 18 de septiembre se realizó un sorteo que definió los grupos que participarán en la competición a finales de año.
El Aurinegro quedó en el grupo B, junto al Zamora FC, Portuguesa Fc y su acérrimo rival el Caracas FC. Táchira terminaría líder del grupo con 31 puntos quedando campeón del mismo, quedando así clasificado a la fase de grupos de la Copa Libertadores 2021 y avanzando a la final tras vencer a GV Maracay en la ùltima fecha. En la gran final del Torneo Normalización, enfrentarían al Deportivo la Guaira, cayendo derrotados 2-0 y consiguiendo su octavo subcampeonato.

### Campaña 2021 y 9.ª estrella

Deportivo Táchira Campeón de la 9na estrella.

En la campaña 2021, el Deportivo Táchira no iniciaría sus partidos sino hasta el mes de abril haciendo su debut contra el equipo de Hermanos Colmenárez cuyo marcador final concluyó 2-1 a favor del Atigrado. En su debut de Copa Libertadores el Deportivo Táchira se enfrentó después de 6 años al Club Olimpia de Paraguay con un marcador a favor de 3-2, en ese grupo estaban igualmente el Internacional de Porto Alegre, y el Club Always Ready de Bolivia, en la segunda fecha del fútbol local el equipo visitaría la ciudad de Maracaibo para enfrentarse al Zulia FC, llevándose un increíble derrota con marcador de 5-0, un revés histórico a pesar de que el equipo salió con la mayoría de suplentes. En su segunda salida en la Libertadores el cuadro tachirense viajó a Porto Alegre, Brasil, el cuadro aurinegro perdió por un marcador de 4-0 ante el equipo de Brasil, seguidamente en el difícil estadio de La Paz, Bolivia, el conjunto aurinegro caería por 2-0 frente al Always Ready, pero en los dos partidos de vuelta en San Cristóbal, Venezuela, el conjunto tachirense vencería a Internacional de Porto Alegre por 2 goles a 1, mientras que los bolivianos se llevaron una derrota aplastante por goleada 7-2. Con la clasificación casi asegurada el cuadro cordial viajaría a Asunción, Paraguay para enfrentar al equipo franjeado. La única forma de no avanzar era perder por una diferencia de 4 goles, mas lamentablemente el aurinegro terminaría perdiendo la clasificación a octavos de manera catastrófica con un marcador de 6-2. Ubicado en la tercera posición del grupo, aseguró su presencia en octavos de final de la Copa Sudamericana y teniendo como rival a Rosario Central, de Argentina. En par de encuentros de ida y vuelta, el equipo aurinegro fue eliminado con un global de (2-3).
Ya fuera de competición internacional, el atigrado se enfocó en el Torneo Local, donde en un partido clave ante Estudiantes de Mérida perdería la punta del grupo, sin embargo, en su visita a la ciudad de Barinas, la casa del fuerte Zamora, lograría un importante triunfo para seguir en la pelea por la clasificación.
Luego de encajarle una goleada por 0-7 a Trujillanos, el aurinegro logró clasificar al Hexagonal Final A y aseguraría presencia en competición internacional en el año venidero 2022. El Deportivo Táchira llegaría a la fase final en la ronda de campeonato, donde se enfrentó en la final con el Caracas FC, venciéndolo en la tanda de penales por (4-2) y logrando de esta manera su novena estrella.

### Temporada 2022
El conjunto aurinegro llegaría a la temporada 2022 como el actual campeón de Venezuela. Con su participación #25 en la Copa Libertadores quedaría en el grupo 1 con el Palmeiras el actual campeón de la copa, con el cuadro eléctrico de Emelec y campeón boliviano el Independiente Petrolero. El cuadro dirigido por el llegado técnico español Alex Pallarés como el reemplazo de Tolisano arrancaría el torneo local con una victoria sobre el Estudiantes de Mérida por 1-2 de visitante, pero en Copa debutaría con una goleada en contra 0-4 en Pueblo Nuevo ante el vigente campeón de América. Estos primeros partidos se caracterizarían por la falta de un once titular consistente y una rotación constante de plantilla durante las primeras fechas. En Ecuador ante el cuadro eléctrico del Emelec lograrían un empate 1-1, pero en el primer clásico del año caerían 2-0 en la capital ante los "Rojos del Ávila" del Caracas, ubicándose así de momento en la 5.ª posición fuera del cuadrangular y torneos internacionales en una liga que estaba muy cerrada, el equipo aurinegro lograría después de 13 años volver a ganar fuera de casa por Copa Libertadores ante el actual campeón de Bolivia con un marcador de 1-2. En la vuelta en Pueblo Nuevo ganaría 3-0, más no obstante el Carrusel Aurinegro quedaría eliminado tras visitar al actual campeón en Brasil y caer por un marcador de 4-1. Por quedar tercero en su grupo, el Deportivo Táchira clasificaría a los octavos de la Copa Sudamericana, y su rival sería el Santos FC el equipo histórico del país del progreso. Deportivo Tachira vencería sorprendentemente a Santos FC en tanda de penales, luego de quedar 1-1 en el primer encuentro y 1-1 en el segundo (2-2). La tanda de penales quedaría 4-2 a favor del cuadro popular, haciendo historia al convertirse el segundo equipo venezolano en derrotar a un equipo brasileño por fase de eliminación directa de un torneo Conmebol.
El aurinegro culminó la temporada 2022 bajo la dirección técnica de Eduardo Saragó, tras la renuncia de Alex Pallarés a mitad de temporada luego de una serie de malos resultados, jugando el cuadrangular final de la Copa Sudamericana culminando primero en el grupo B y clasificando al torneo internacional para la temporada 2023.

### Temporada 2023 y 10.ª estrella

Deportivo Táchira campeón de la décima estrella.

El cuadro de San Cristóbal, comandado por Eduardo Saragó, comenzó su pretemporada jugando un amistoso ante el Cúcuta Deportivo en homenaje a la trayectoria del ídolo popular Edgar Pérez Greco, el cual terminaría con victoria por 2-0 en Pueblo Nuevo durante las Ferias de San Sebastián. Su primer partido oficial, por la primera fecha de la Liga FUTVE 2023 fue el clásico andino ante Estudiantes de Mérida ganando el aurinegro por 3-0 la primera fecha y preparándose para afrontar la Copa Sudamericana. El Gigante Andino caería en la eliminación directa de la Copa Sudamericana tras perder por penales en Mérida ante el cuadro académico Estudiantes de Mérida. Al quedar eliminado de la Copa Sudamericana, los esfuerzos aurinegros se enfocarían en pleno al torneo local, llegando a asumir la punta en la jornada 25 tras una derrota de la Academia Puerto Cabello y a conseguir a lo largo del torneo un invicto de 28 partidos (récord histórico para el equipo aurinegro, igualando la plusmarca impuesta por el ACD Lara en la temporada 2011-12, cuadro dirigido por el mismo Saragó) tras vencer a Estudiantes por 3-1 en el clásico andino por la ùltima jornada de la fase de grupos y logrando clasificar a la próxima Copa Libertadores del año 2024 y al G-4, clasificando invicto a la gran final del fútbol Venezolano tras empatar en la quinta fecha del G-4 ante Portuguesa en Araure.  
En la gran final, disputada en el Polideportivo de Pueblo Nuevo, el día 25 de noviembre, el equipo aurinegro se enfrentaría al Caracas FC, el segundo finalista. En un partido muy reñido, donde Caracas a pesar de culminar con 10 jugadores supo resistir los ataques aurinegros, el cuadro atigrado se pondría en ventaja en el minuto 84 con gol de Jean Franco Castillo. Sin embargo, los rojos conseguirían empatar por medio de Bryant Ortega al minuto 90. Luego de quedar igualados en la prórroga, el título se definiría una vez más por la tanda de penales con el Deportivo Táchira venciendo por (4-1) en penales al Caracas, para conseguir su décima estrella, imponiendo un nuevo récord para el equipo y la liga de más partidos invictos con 29. 

### Temporada 2024: Bicampeonato y 11.ª estrella

El Bicampeonato del Deportivo Táchira Obtenido en el año 2024

En el inicio de la Temporada 2024 el aurinegro iniciaría el torneo apertura de una manera contundente con una victoria ante Estudiantes de Mérida, también pudo alargar su invicto a 34 partidos (la racha culminó el 8 de marzo cuando la Academia Puerto Cabello venció al Táchira 1-0). Luego el equipo caería en una racha negativa que lo dejaría fuera de los cuadrangulares, finalizando en la novena posición de la fase regular del Torneo Apertura 2024. En la Copa Libertadores compartiría grupo con River Plate, Libertad, Club Nacional, culminando en el último puesto con tan solo 1 punto. 
Posteriormente, en el Torneo Clausura lograría remontar, ganando la fase regular invicto, consiguiendo la punta de la tabla acumulada y clasificando a la fase final, donde tendría como rivales en el grupo A; al Rayo Zuliano, Zamora FC y al Caracas FC. Inició su camino con una victoria ante el Zamora FC por 0-2 en el estadio Agustín Tovar de Barinas, mientras que en la segunda jornada derrotó al Caracas en el clásico del fútbol venezolano por un marcador de 2-0 en el Polideportivo de Pueblo Nuevo, Luego el director técnico Eduardo Saragó tendría una sorpresiva y polémica salida del equipo aurinegro, quedando como nuevo director técnico el "Flaco" Edgar Pérez Greco, ídolo de la afición aurinegra, el cual debutaría ante Deportivo Rayo Zuliano de visita ganando 1-2 en el  Estadio "Pachencho Romero", luego conseguiría una contundente victoria por 3-1 como local en el Polideportivo de Pueblo Nuevo ante Deportivo Rayo Zuliano, y en la quinta fecha haría historia al ganar por una goleada aplastante de 0-4 en el Estadio Olímpico de la Universidad Central de Venezuela ante su clásico rival Caracas Fútbol Club, rompiendo así una racha negativa de 18 años sin victorias en la ciudad capital. Finalmente, culminaría con un empate 1-1 ante el Zamora FC. Así finalizó la fase final: primero del grupo "A" con 16 puntos de 18 posibles y clasificado a la final del Torneo Clausura, disputada el 24 de noviembre ante el Carabobo Fútbol Club en el estadio Polideportivo de Pueblo Nuevo, la cual finalizaría con un contundente marcador de 4-1 a favor del aurinegro, proclamándose campeón del Torneo Clausura por cuarta vez y siendo el segundo campeón invicto de un torneo corto en toda la historia de la Liga FUTVE. Obtuvo así un cupo para la final absoluta, a ida y vuelta ante el cuadro granate. La ida se disputó el 1 de diciembre de 2024 en el Polideportivo de Pueblo Nuevo y terminó en un empate 1-1. La vuelta, celebrada el 8 de diciembre de 2024 en el Polideportivo Misael Delgado finalizó 0-0. En la tanda de penales, el equipo aurinegro se impuso 4-2, consiguiendo así su undécima estrella y el bicampeonato por primera vez en su historia.

### Apodos
En Venezuela y Sudamérica al Deportivo Táchira se le conoce como el "Carrusel Aurinegro", apodo nacido en la década de los 80 debido a la brillantez de su juego. También cuenta con los apodos de "Atigrados" y "Aurinegros", debido a los colores tradicionales del club, y en épocas más recientes se han acuñado los términos "Gigante Andino" y "El Popular", así como "El Cuadro Cordial", al ser San Cristóbal denominada "ciudad de la cordialidad". Asimismo, fue antiguamente conocido como "El Gran Ferrocarril del Táchira" o "Expresso Tachirense". 

### Cambios de nombre
El equipo a través de su historia ha tenido los siguientes nombres:
| Año  | Nombre                              |
| ---- | ----------------------------------- |
| 1974 | San Cristóbal Fútbol Club           |
| 1975 | Deportivo San Cristóbal Fútbol Club |
| 1978 | Deportivo Táchira Fútbol Club       |
| 1986 | Unión Atlético Táchira              |
| 1999 | Deportivo Táchira Fútbol Club       |

## Uniforme

### Uniforme actual
Históricamente el uniforme del Deportivo Táchira usa los colores amarillo y negro. No obstante, en sus inicios en la etapa amateur en 1974, cuando el club era el Deportivo San Cristóbal, vestía con camiseta blanca y pantalonera negra cuando disputaba encuentros amistosos, era semejante a los de la selección de Italia. Luego, se produjo el cambio al de la camiseta amarilla con pantalón negro, semejantes a los colores de la camiseta de Peñarol a instancias de Esteban Beracochea y también de la bandera del estado Táchira en 1975 hasta 1978 cuando se produjo la fusión entre el Deportivo Táchira y el Atlético San Cristóbal en el Unión Atlético Táchira, cuando se cambió el amarillo por el naranja. También se usó un uniforme semejante al de la selección de Brasil. Dicho uniforme solo duró pocos meses regresando a su antiguo uniforme que al pasar los años el equipo ha mantenido el uniforme con rayas verticales, muchas veces con variaciones, nunca se ha definido la cantidad de franjas de cada color y, mucho menos, las directrices del diseño.
| Titular | Alternativo | Tercero |  |  |

- Uniforme titular: Camiseta amarilla con franjas negras, pantalón negro y medias negras con rayas amarillas.
- Uniforme alternativo: Camiseta blanca con mangas amarillo y negro, pantalón amarillo y medias amarillas con líneas negras.
- Uniforme tercero: Camisa dorada, pantalón dorado y medias doradas con rayas negras.

### Uniforme de portero
| Titular | Alternativo | Tercero |

- Uniforme titular: Camiseta azul, pantalón verde y medias verdes.
- Uniforme alternativo: Camiseta azul, pantalón azul y medias azules.
- Uniforme alternativo: Camiseta fucsia, pantalón azul naval, medias azul naval.

### Uniforme de entrenamiento
| Titular | Alternativo | Porteros |

## Instalaciones

### Estadio
El Polideportivo de Pueblo Nuevo, popularmente conocido como «El Templo Sagrado del Fútbol Venezolano», es el estadio principal del Deportivo Táchira. Se encuentra ubicado en la ciudad de San Cristóbal y cuenta con una capacidad o aforo total para 42.000 espectadores. Fue construido en el año de 1974 e inaugurado a principios de 1976, y diseñado para albergar a 25.000 personas.
Su construcción se dio en corto tiempo ya que los trabajos apenas duraron un año, período en el cual el Deportivo San Cristóbal jugó en el Estadio Guillermo Soto Rosa de la ciudad de Mérida la Copa Venezuela y el Campeonato de Primera División de 1975.

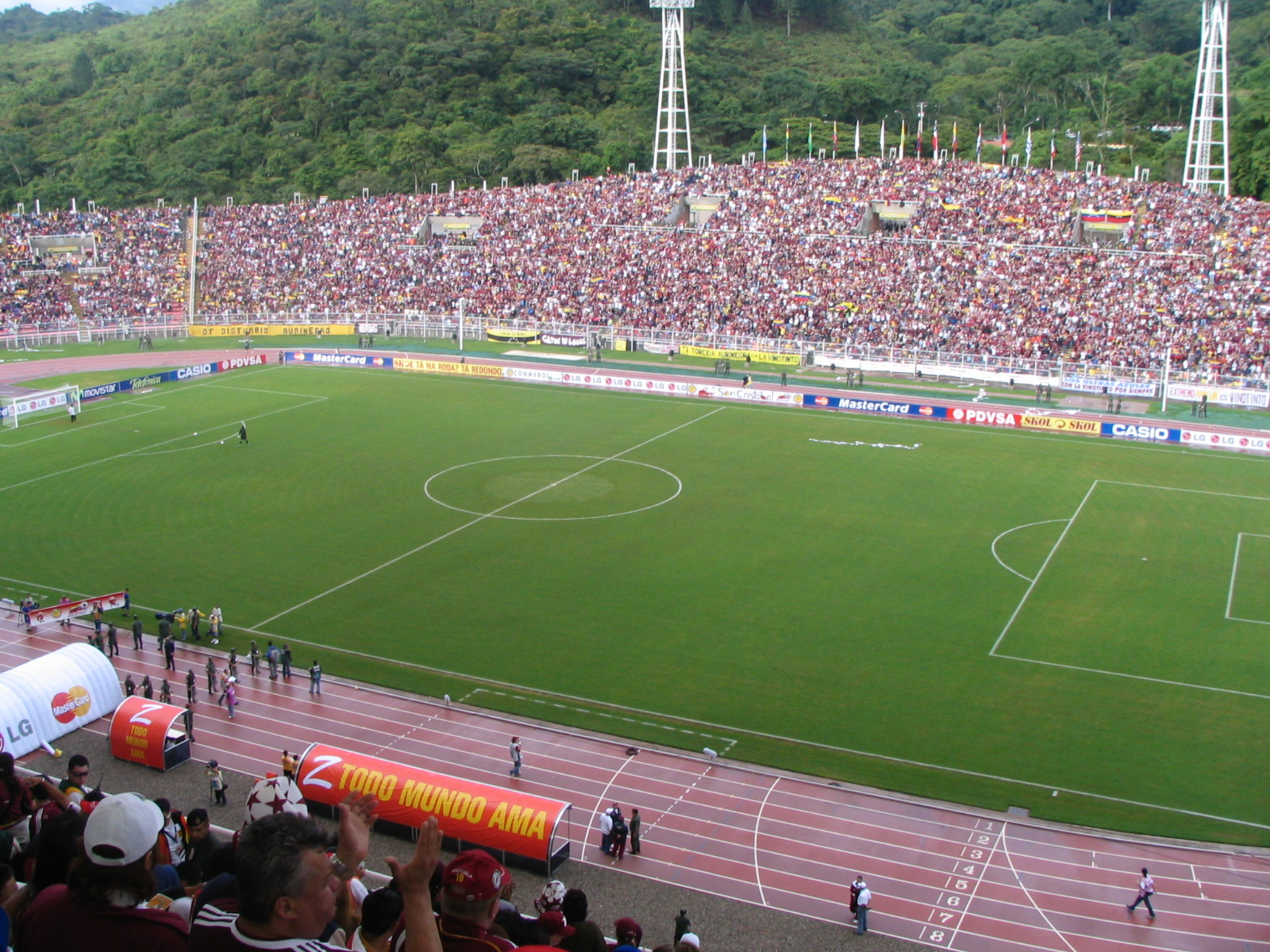
Polideportivo Pueblo Nuevo, Vista panorámica

En el 2006, con motivo de la realización de la Copa América en Venezuela el Polideportivo de Pueblo Nuevo fue sometido a una serie de cambios y mejoras en su estructura con el aumento de la capacidad del estadio, la instalación de un nuevo sistema de iluminación, nuevos camerinos, sala de prensa, zona vip y nuevas rutas de acceso. Fue reinaugurado oficialmente el 20 de junio de 2007 con el encuentro entre la selección de Venezuela y la selección del País Vasco. El Polideportivo de Pueblo Nuevo albergó cuatro encuentros de la Copa América, incluyendo la inauguración de dicho evento. El estadio también ha sido sede de la clasificación de Conmebol para la Copa Mundial de Fútbol, la Copa Libertadores de América y la Copa Sudamericana. Fue sede principal de la Vinotinto en la Copa América 2007. Es llamado “Templo Sagrado” del fútbol venezolano y forma parte de esos recintos deportivos que pasarán a la historia por su majestuosidad y belleza.

Estadio Polideportivo de Pueblo Nuevo, 2024

La capacidad del Polideportivo de Pueblo Nuevo se divide en dos tribunas, Tribuna Principal y Tribuna Popular, la cual a su misma vez se divide en tres sectores. 
• Tribuna Principal: 10.471 espectadores.
• Tribuna Popular: 28.284 espectadores, divididos en tres sectores:
• Sector Central: 12.490 espectadores.
• Sector Sur: 7.900 espectadores.
• Sector Norte: 7.894 espectadores. 

### Cancha alterna
Situada en la parte posterior del Polideportivo Pueblo Nuevo, la cancha alterna fue construida al mismo tiempo que fue remodelado el Estadio Pueblo Nuevo, con miras a la Copa América 2007. A partir del 2 de noviembre del 2010, gracias a las gestiones del directivo Edmundo Kabchi el club aurinegro consigue en calidad de comodato entrenar y ocupar el sitio, con una cláusula donde permite a futuro si la institución popular decida comprar el sitio; antes de eso, el Deportivo Táchira no tenía una sede de entrenamiento propia, por lo que entrenaba en diferentes sitios dentro de la ciudad de San Cristóbal. Es considerado un gran logro, considerando que muchos clubes de fútbol en Venezuela no tienen un campo propio de entrenamiento. 
En la cancha alterna del Estadio Polideportivo de Pueblo Nuevo, se encuentra la sede social del club aurinegro, que contiene las oficinas administrativas, camerino de los futbolistas de primera división, camerino para las categorías menores, área de rehabilitación, oficinas deportivas, un gimnasio y gradas de 2000 personas con vista a la cancha.

## Datos del club
- Puesto histórico: 1.º con 2268 puntos.[5]
- Fundación: 11 de enero de 1974.
- Temporadas en 1ª: 51 (1975 – presente).[32]
- Mayor goleada conseguida:
  - En campeonatos nacionales: Deportivo Táchira 13 – 2 Peninsulares de Araya (1988).[33]
  - En torneos internacionales: Deportivo Táchira 7 – 2 Always Ready (2021).
- Mayor goleada recibida:
  - En campeonatos nacionales: Zulia FC 5 – 0 Deportivo Táchira (2021); Portuguesa Fútbol Club 5 – 0 Deportivo Táchira (1977).[34]
  - En torneos internacionales: Santo André 6 – 0 Deportivo Táchira (2005).[35]
- Primer partido en torneos nacionales: Universitarios de Oriente 2 – 1 Deportivo Táchira (1975).
- Primer partido en torneos internacionales: Deportivo Galicia 1 – 0 Deportivo Táchira (1980).
- Mejor puesto en la liga: 1.º
- Peor puesto en la liga: 13.º
- Mejor participación internacional: Cuartos de final (Copa Libertadores 2004).[7]
- Máximo goleador: William Méndez (121 goles).
- Más partidos disputados: Gerzon Chacón (418 partidos).
- Futbolista con más títulos: William Méndez, Laureano Jaimes, Gerzon Chacón (6).
- Gol más rápido: Jorge Rojas a los 0 minutos y 16 segundos, frente al Zamora, en la jornada 16 del Torneo Clausura 2015.

Participaciones Internacionales
| Torneo                            | Ediciones |
| --------------------------------- | --- |
| Copa Libertadores de América (27) | 1980, 1982, 1983, 1985, 1987, 1988, 1989, 1991, 2000, 2001, 2004, 2005, 2006, 2007, 2009, 2010, 2011, 2012, 2015, 2016, 2017, 2018, 2020, 2021, 2022, 2024, 2025. |
| Copa Sudamericana (5)             | 2002, 2012, 2021, 2022. 2023. |
| Copa Conmebol (3)                 | 1993, 1996, 1997. |

- Total de palmarés (43) (junto subcampeonatos).

## Plantilla

### Altas y bajasPrimera División de Venezuela 2025
| Altas |

| Jugador           | Posición      | Procedencia               | Tipo              |
| ----------------- | ------------- | ------------------------- | ----------------- |
| Juan Ortiz        | Delantero     | UCV                       | Carta de libertad |
| Juan Requena      | Mediocampista | Atlanta                   | Carta de libertad |
| Lucas Acevedo     | Defensa       | Nea Salamina Famagusta FC | Carta de libertad |
| Lucas Cano        | Delantero     | Sport Huancayo            |                   |
| José Manuel Balza | Delantero     | Carabobo Fútbol Club      | Carta de libertad |

| Bajas |

| Jugador            | Posición      | Destino               | Tipo              |
| ------------------ | ------------- | --------------------- | ----------------- |
| Carlos Robles      | Mediocampista | Bandera de ?          | Agente libre      |
| Andrés Ríos        | Delantero     | Bandera de ?          | Agente libre      |
| Jean Gutiérrez     | Defensa       | Gualaceo S. C.        | Cedido            |
| Anthony Uribe      | Delantero     | Deportivo La Guaira   | Carta de libertad |
| Felipe Pardo       | Delantero     | Alianza Valledupar FC | Carta de libertad |
| Haibrany Ruiz Díaz | Defensa       | Plaza Colonia         | Carta de libertad |
| Gleiker Mendoza    | Delantero     | Angostura Fútbol Club | Cesión            |

## Distinciones Individuales

### Máximo Goleadores Históricos
| #   | Nombre                  | Goles |
| --- | ----------------------- | ----- |
| 1.º | William Méndez          | 121   |
| 2.º | Carlos Fabián Maldonado | 91    |
| 3.º | Edgar Pérez Greco       | 88    |
| 4.º | Laureano Jaimes         | 72    |

#### Goleadores en campeonatos nacionales
| Año                                   | Jugador                 | Goles |
| ------------------------------------- | ----------------------- | ----- |
| Primera División de Venezuela 1979    | Omar Ferrari            | 15    |
| Primera División de Venezuela 1981    | Rafael Angulo           | 14    |
| Copa Venezuela 1982                   | Julio Acevedo           | 7     |
| Copa Venezuela 1983                   | Paulo Roberto Veiga     | 6     |
| Primera División de Venezuela 1985    | Sergio Meckler          | 17    |
| Primera División de Venezuela 1987-88 | Miguel Oswaldo González | 22    |
| Primera División de Venezuela 2005-06 | Juan García Rivas       | 21    |
| Primera División de Venezuela 2008-09 | Daniel Arismendi        | 17    |

### Jugador del año
- Yerson Chacón: (Primera División de Venezuela 2021)

- Maurice Cova: (Primera División de Venezuela 2023)

- Carlos Vivas: (Primera División de Venezuela 2024)

### Entrenador del año
- Carlos Maldonado: (Primera División de Venezuela 2007-08)

- Juan Domingo Tolisano: (Primera División de Venezuela 2021)

- Eduardo Saragó: (Primera División de Venezuela 2023)

### Portero del año
- Manuel Sanhouse: (Primera División de Venezuela 2007-08)

- José David Contreras: (Primera División de Venezuela 2020)

- Cristopher Varela: (Primera División de Venezuela 2021)

- Alejandro Araque: (Primera División de Venezuela 2023)

- Jesús Camargo: (Primera División de Venezuela 2024)

## Organización

### Junta directiva
La actual Junta Directiva del Deportivo Táchira Fútbol Club está formada por:
| - Propietario: - JHS Grupo. - Presidente - Jorge Silva. - Gerente General - Gustavo Maldonado |  | - General Deportivo - Gerzon Chacón - Jefe de Prensa - Gennaro Pascale |

### Presidentes
Desde su fundación el club ha tenido 8 presidentes. El primer presidente que tuvo Deportivo Táchira luego de su fundación fue Gaetano Greco.
Esta es la lista de presidentes que tuvo Deportivo Táchira desde su fundación a la actualidad:
| N.º | Presidente           | Mandato         |
| --- | -------------------- | --------------- |
| 1   | Gaetano Greco        | 1974–1980       |
| 2   | Sergio Omar Calderón |                 |
| 3   | José Neira Celis     |                 |
| 4   | Abelardo Campos      | 1996            |
| 5   | Alfredo Oligino      | 1999–2002       |
| 6   | Miriam Martínez      | 2002–2006       |
| 7   | Juana Suárez         | 2006–2016       |
| 8   | Jorge Silva          | 2016–Actualidad |

### Cronología de los entrenadores
| Periodo   | Entrenador            |
| --------- | --------------------- |
| 1975      | José Gil              |
| 1975      | Celino Mora           |
| 1975      | Jorge Rohdis          |
| 1975-1976 | José Julián Hernández |
| 1976      | Pietro Capoccioni     |
| 1976-1977 | Benjamín Fernández    |
| 1977-1978 | Luis Alberto Miloc    |
| 1979      | Esteban Beracochea    |
| 1980      | Víctor Pignanelli     |
| 1980      | Pietro Capoccioni     |
| 1981      | Nelson Silva Pacheco  |
| 1981      | Juan Carlos Britos    |
| 1981      | Esteban Beracochea    |
| 1983      | Marcos Calderón       |
| 1984-1989 | Carlos Horacio Moreno |
| 1989      | Manolo Contreras      |
| 1991      | Richard Páez          |
| 1996      | Manolo Contreras      |
| 1999-2001 | Walter Roque          |
| 2001      | Carlos Restrepo       |

| Periodo          | Entrenador            |
| ---------------- | --------------------- |
| 2003-2005        | César Farías          |
| 2007             | Manuel Plasencia      |
| 2007-2010        | Carlos Maldonado      |
| 2010-2011        | Jorge Luis Pinto      |
| 2011             | José de Jesús Vera    |
| 2012             | Jaime de La Pava      |
| 2012             | Manolo Contreras      |
| 2013-2015        | Daniel Farías         |
| 2015-2016        | Carlos Maldonado      |
| 2017             | Santiago Escobar      |
| 2017-2018        | Francesco Stifano     |
| 2018             | Álex Pallarés         |
| 2019             | Giovanny Pérez        |
| 2019-2021        | Juan Domingo Tolisano |
| 2022             | Álex Pallarés         |
| 2022-2024        | Eduardo Saragó        |
| 2024- Actualidad | Edgar Pérez Greco     |

## Afición

Mosaico y Escudo Antiguo del Deportivo Táchira.

En cuanto a afición el Deportivo Táchira lidera constantemente la asistencia en el fútbol venezolano. Actualmente el equipo aurinegro cuenta con un gran número de barras o grupos organizados que asisten constantemente al estadio, siendo las más sobresalientes la Central Aurinegra creada a finales de los años 1990 quienes se ubican en la tribuna popular central, y la Avalancha Sur formada por exintegrantes de La 12, y Los Goochigans, inicialmente también se ubicaron en la tribuna central, pero debido al incremento en el número de integrantes decidieron trasladarse hacia la tribuna popular sur y formar una sola barra denominada Comando Sur, siendo renombrada por el nombre actual en el año 2006.
Una de las principales características de la Avalancha Sur son sus constantes viajes tanto al interior del país, así como también al extranjero. En los últimos años la Avalancha Sur ha sido protagonista de diversos actos de violencia, como el del Estadio La Carolina de la ciudad de Barinas dejando como resultado el deterioro de más de 600 sillas, o el que tuvo lugar en el Estadio General José Antonio Páez donde se enfrentaron a un grupo de hinchas del Portuguesa Fútbol Club.Sin embargo, el mayor hecho de violencia hasta el momento fue el protagonizado por el desaparecido grupo de Los Goochigans el 17 de diciembre de 2000, luego de que el exfutbolista del Caracas Fútbol Club Alexander Rondón golpeara a un aficionado tachirense lo que provocó que los integrantes de la barra ingresaran al terreno de juego, provocando disturbios que finalizaron con la quema del autobús de los caraqueños. Desde hace algunos años cada 17 de diciembre se celebra el Día del Hincha Aurinegro.

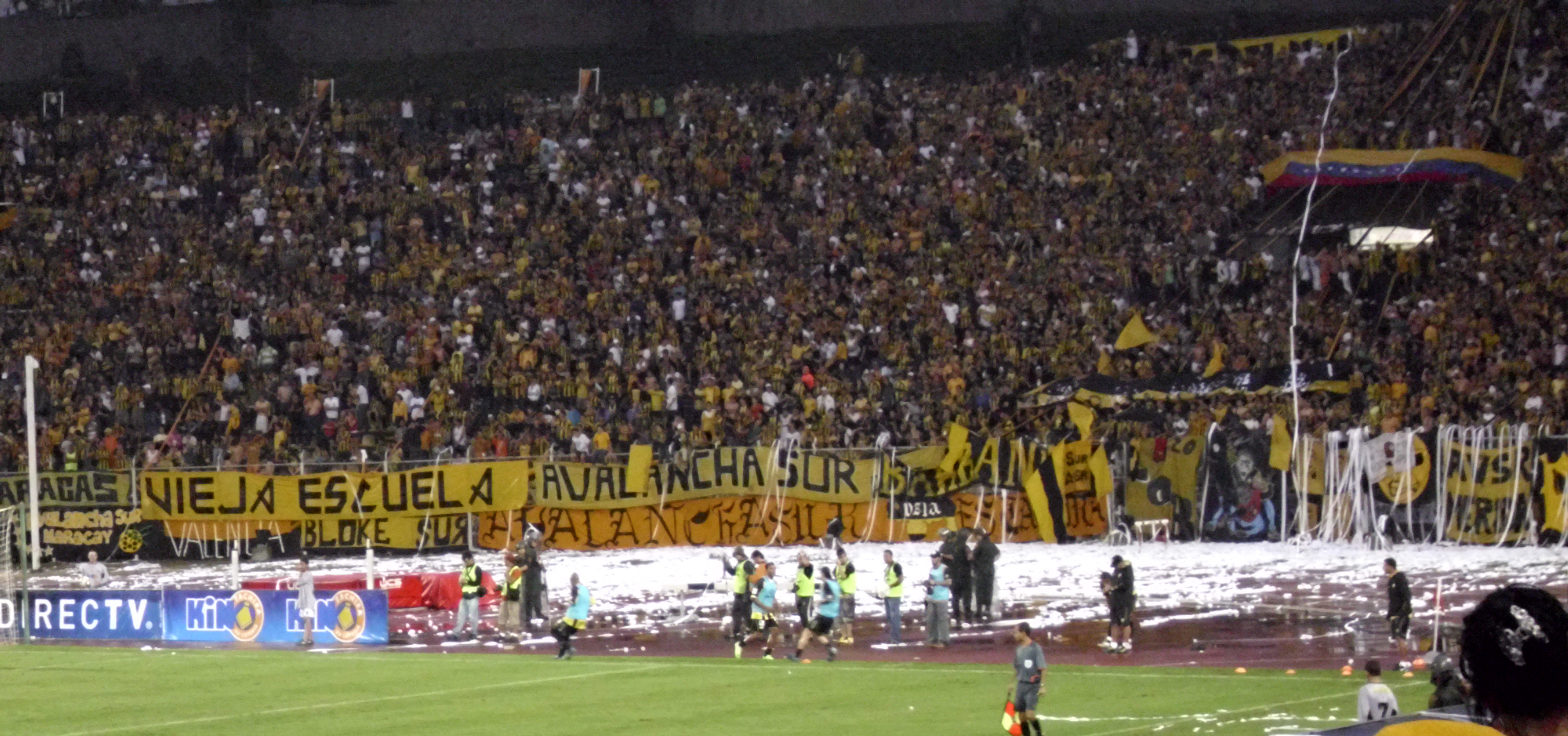
"Comando Sur" barra del Deportivo Táchira.

Es para la temporada 98-99 cuando en la gradas de Pueblo Nuevo se escuchan los primeros cánticos largos, muchos de ellos tomados del fútbol argentino y adaptados al Deportivo Táchira. Fue en ese torneo apertura en que el equipo aurinegro quedó campeón de la mano del técnico Raúl Cavallieri, donde dos barras bravas: “La 12” y “Los goochigans” alentaron de manera organizada y masiva a esa oncena tan recordada la cual estaba formada por un plantel de estrellas entre ellos: Dioni Guerra, Gaby Miranda, Didier Sanabria y hasta Savarese entre los criollos… y otro gran grupo de argentinos de primera como los centrales Rubén Chávez y Turdo entre otros.
Para los años siguientes, ya desaparecido los Goochigans casi en su totalidad y con La 12 al mando de la tribuna, hubo un gran crecimiento de la barra que marcó una época dorada para los comienzos de lo que vendría los años siguientes. Luego del campeonato del año 2000 en la que el equipo logró su quinta estrella de la mano del técnico Cata Roque, la barra tomó más fuerza y por convenio se cambiaron el nombre a: “Comando Sur” ya que habían tomado la decisión de mudarse a la tribuna sur por una serie de problemas con los hinchas comunes en la tribuna central. La barra siempre se caracterizó por su cantidad de trapos y sus viajes siguiendo al equipo por todo el país, siendo la mejor barra de Venezuela catalogada por los medios de comunicación. Esta barra formada por jóvenes de la vieja escuela de la 12 y otros nuevos integrantes dominaron la tribuna sur hasta el año 2006 cuando por convenios y llevándolo a elección popular interna decidieron el último cambio de nombre... allí nacería la gran barra “Avalancha Sur”.

Barra del Deportivo Táchira en Caracas.

A mediados del 2008 fue aumentando cada vez más su número de integrantes con la llegada de aficionados de diferentes localidades y barrios de la ciudad y municipios aledaños formando diferentes grupos o parches entre ellos; la banda de Barrio Sucre, Patota de Palo Gordo, la banda San Cristóbal que después pasaría a llamarse la banda el carrusel (LBECA), el parche sie7ecu4tro de Barrio Bolivar y Santa Teresa (P74),la banda del cerro de Barranks (LBDC),la 23 del popular barrio 23 de Enero (LB23), anarkia palmirense de la localidad de Palmira, Adicción aurinegra de Táriba (LBA), eterno sentimiento de Cordero, filial La Fría, Capacho, Tucape, Rubio pte, Michelena, Coloncito, incluso fuera del estado como la filial de Santa Bárbara de Barinas, Aragua y Caracas.
Sin embargo la Avalancha Sur es liderada por el parche de la vieja escuela anteriormente llamado Gloriosa Mistela. 
Entre el 2010 y 2011 fueron los años dorados de la barra dónde salían la mayor cantidad de buses a llenar las gradas de todos los estadios del país, opacando sus rivales los demonios rojos del caracas fc en el olimpico de la ucv, el infierno akdmico en el metropolitano de Mérida y la burra brava en la Carolina de Barinas.
Sin embargo, mientras en las excursiones se consolidaba cómo la barra brava más fuerte del país en la tribuna Sur existiría un conflicto entre los integrantes que provocaría la división de la Avalancha con un enfrentamiento armado llamado V9 x V10, nombrado así por los vomitorios ubicados en la tribuna popular sur del estadio pueblo nuevo donde estaría ubicado la barra y cada parche en su lado del conflicto; entre los del vomitorio 9 liderado por los Lauchas (LBL) "disidentes de los gochigans",se encontraba Barranks, Patota, Adicción, Los de Colon, entre otros contra los del vomitorio 10, liderado por el parche 74 y la banda 23, dónde también se ubicaba Vieja Escuela, La Fría, El Carrusel, Anarkia y otros parches que tomarían el control de las gradas de la tribuna Sur hasta que la barra se pudo unir otra vez.
Aún así el conflicto entre el V9 y V10 dejo diferencias entre algunos parches como en el caso de Anarkia palmirense que se dividiría y su líder formaría un nuevo grupo llamado sólo Palmira, algo similar pasaría en palo gordo y Táriba, sin embargo todos se encargarían de la misma función de alentar al equipo de sus amores.
Para los años siguientes el equipo seguiría jugando en torneo internacional y la barra acompañando fielmente en cada una de las ciudades que le tocará jugar y entre los viajes largos recorridos por el continente formaría alianzas con diferentes barras de diferentes países todas siguiendo al equipo más grande de su país.

Trapo Gigante "Sentimiento de un Pueblo, Envidia de todo un país".

Tiene amistad consolidada con La Garra Blanca de Colo-colo, Los Del Sur de Atlético Nacional, Boca del Pozo de Emelec, La 79 de Olimpia, La barra Amsterdam de Peñarol, La Gloriosa Ultra Sur de The Strongest y el Comando Svr de Alianza Lima, sumando el reconocimiento de los líderes principales de La 12 de Boca Juniors con el respeto mutuo de los códigos de la cultura barrista. 
Para los años 2016,y 2018 a través de la situación política muchos de los integrantes tuvieron que dejar el país al igual que muchos otros aficionados y la barra se iría decayendo aunque seguiría su base gracias al liderazgo de Gor Geus "Perú" (LBL) que con la unión de la banda laucha y Vieja Escuela la barra tomaría fuerza nuevamente con una sola voz y a través del grito de guerra: ¡¿que es lo que somos!? Mientras que cada integrante responde al unísono ¡Táchira!, dejando así plasmado de que no importa las diferencias todos somos Táchira y todos somos Avalancha Sur.
En el 2020 tras la crisis del COVID 19 el Deportivo Táchira fue el único equipo en llevar aficionados en el torneo de normalización del fútbol nacional en los partidos jugados en La ciudad de Barinas tomando en cuenta el distanciamiento social y la prevención sanitaria pero siempre acompañando al equipo, la Avalancha Sur dijo presente como única barra que viajo para el evento.
A través de la emigración los integrantes fueron formando filiales en diferentes países del mundo creando la Avalancha Sur Internacional siendo Lima, Perú la primera filial copada, añadidas Colombia, Ecuador, Argentina, y Chile como la de más integrantes, entre otros países y también fuera del continente como lo es Europa Aurinegra con su mayoría en España, y otra no menos importantes como la de Estados Unidos que aunque es una de las últimas en formarse es de las más relevantes.
Y todas con la finalidad de seguir la pasión en cada rincón del planeta a donde sea que vaya que existe un hincha aurinegro, un hincha del Deportivo Táchira fc.

## Rivalidades

### Clásico del fútbol venezolano

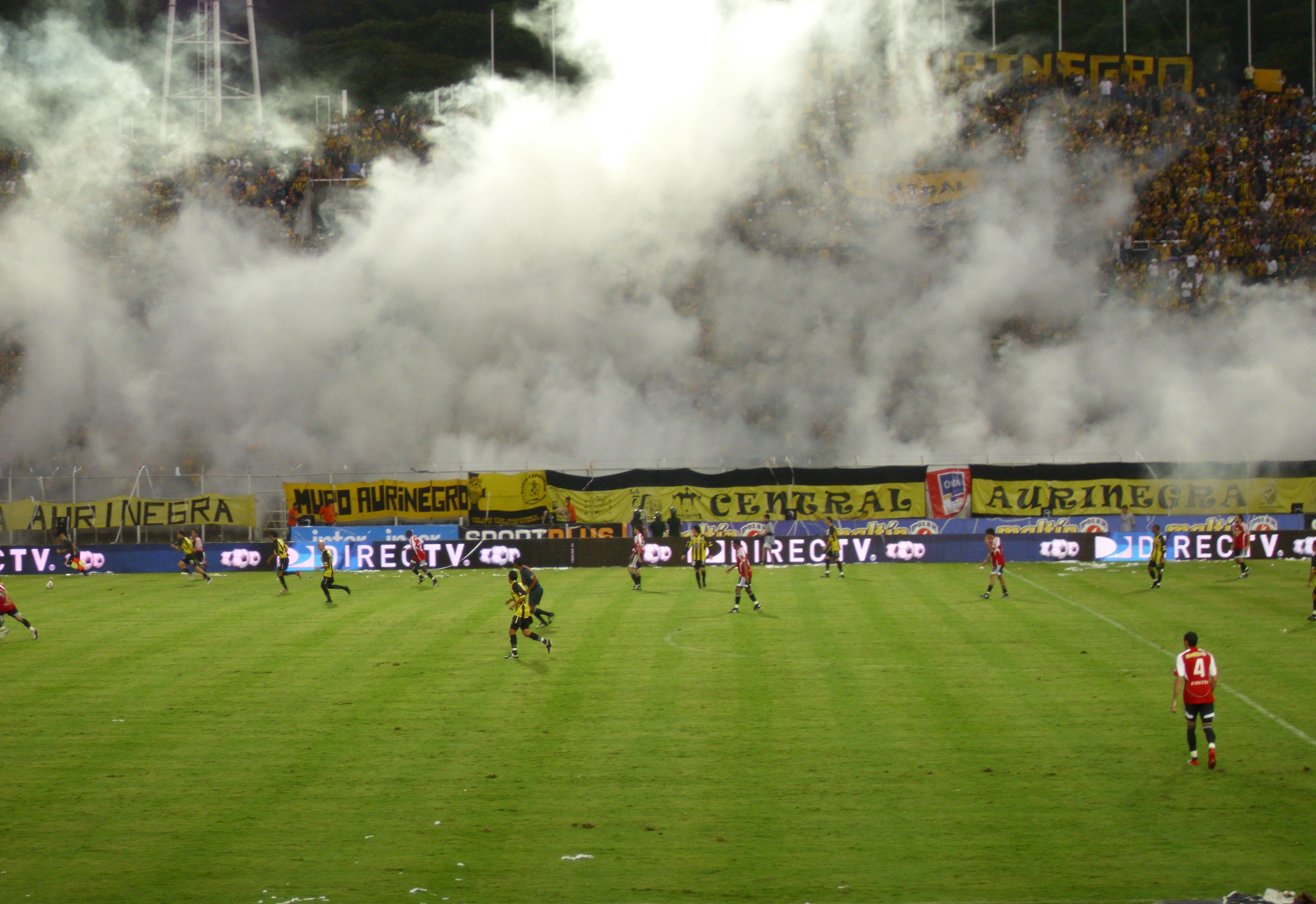
Clásico de Venezuela Táchira vs Caracas.

El duelo moderno del fútbol venezolano es el encuentro disputado entre los dos clubes más populares de Venezuela: Caracas F. C. y Deportivo Táchira. Ambos equipos son los que han obtenido la mayor cantidad de títulos en la historia del fútbol venezolano (Caracas 12 campeonatos y Táchira 11 campeonatos). El primer encuentro entre ambos clubes data del 14 de julio de 1985, cuando por el torneo de primera división, los aurinegros consiguieron la victoria por 1:0 en condición de visitante con un gol anotado por Germán Montero.
Los primeros encuentros de este duelo moderno que se disputaban en Caracas, se efectuaban en el Estadio Brígido Iriarte. Tiempo después, se jugó en el Estadio Olímpico de la Universidad Central de Venezuela. Sin embargo, el primer duelo moderno fuera de las ciudades de Caracas y San Cristóbal, se efectuó en el Estadio Giuseppe Antonelli de la ciudad de Maracay, el 10 de diciembre de 2000. Desde el primer clásico, Caracas y Táchira se enfrentaron en más de 100 oportunidades, de las cuales Táchira ha conseguido 39 victorias.

#### Números totales
*Actualizado hasta el 12 de noviembre de 2024
| Competencia      | Partidos Jugados | Ganados Táchira | Partidos Empatados | Ganados Caracas | Goles de Táchira | Goles de Caracas |
| ---------------- | ---------------- | --------------- | ------------------ | --------------- | ---------------- | ---------------- |
| Primera División | 119              | 38              | 50                 | 31              | 135              | 125              |
| Copa Venezuela   | 8                | 2               | 1                  | 5               | 10               | 12               |
| Copa Conmebol    | 2                | 0               | 0                  | 2               | 0                | 2                |
| Total            | 128              | 40              | 51                 | 38              | 145              | 139              |

### Clásico Andino

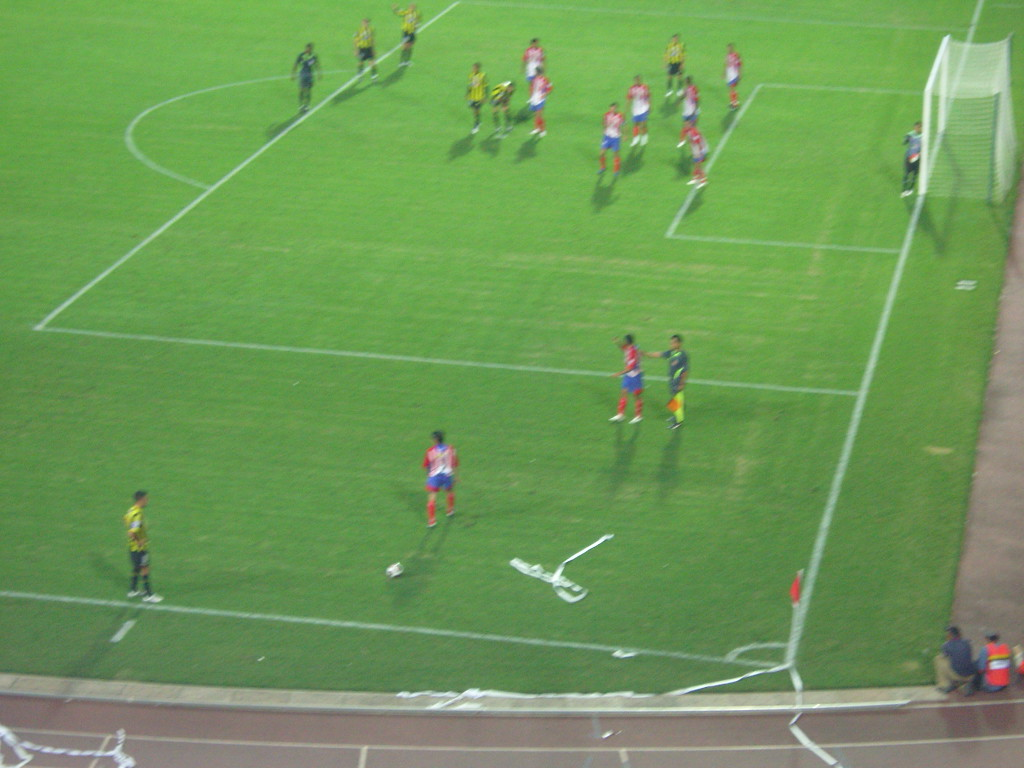
Clásico andino.

El primer clásico nacional entre Estudiantes de Mérida y Deportivo Táchira se disputó el 16 de marzo de 1975 en el Estadio Guillermo Soto Rosa de Mérida por la Copa Venezuela, el cual finalizó con marcador de 3:2 a favor de los merideños. Entretanto el primer clásico en el campeonato nacional se jugó el 15 de junio de 1975, en el cual los tachirenses obtuvieron a victoria por 1:0 gracias a un gol anotado por el uruguayo Jorge Silvera al minuto 59.
La victoria más holgada a favor de los aurinegros se dio el 9 de diciembre de 1979 cuando venció por 5:0 a la escuadra académica en el Polideportivo de Pueblo Nuevo. Didier Sanabria con 7 tantos es el goleador histórico del Deportivo Táchira en este tipo de enfrentamientos. Su rivalidad data desde el primer enfrentamiento y con los años se fue agudizando, por la cercanía geográfica entre las ciudades de Mérida y San Cristóbal.

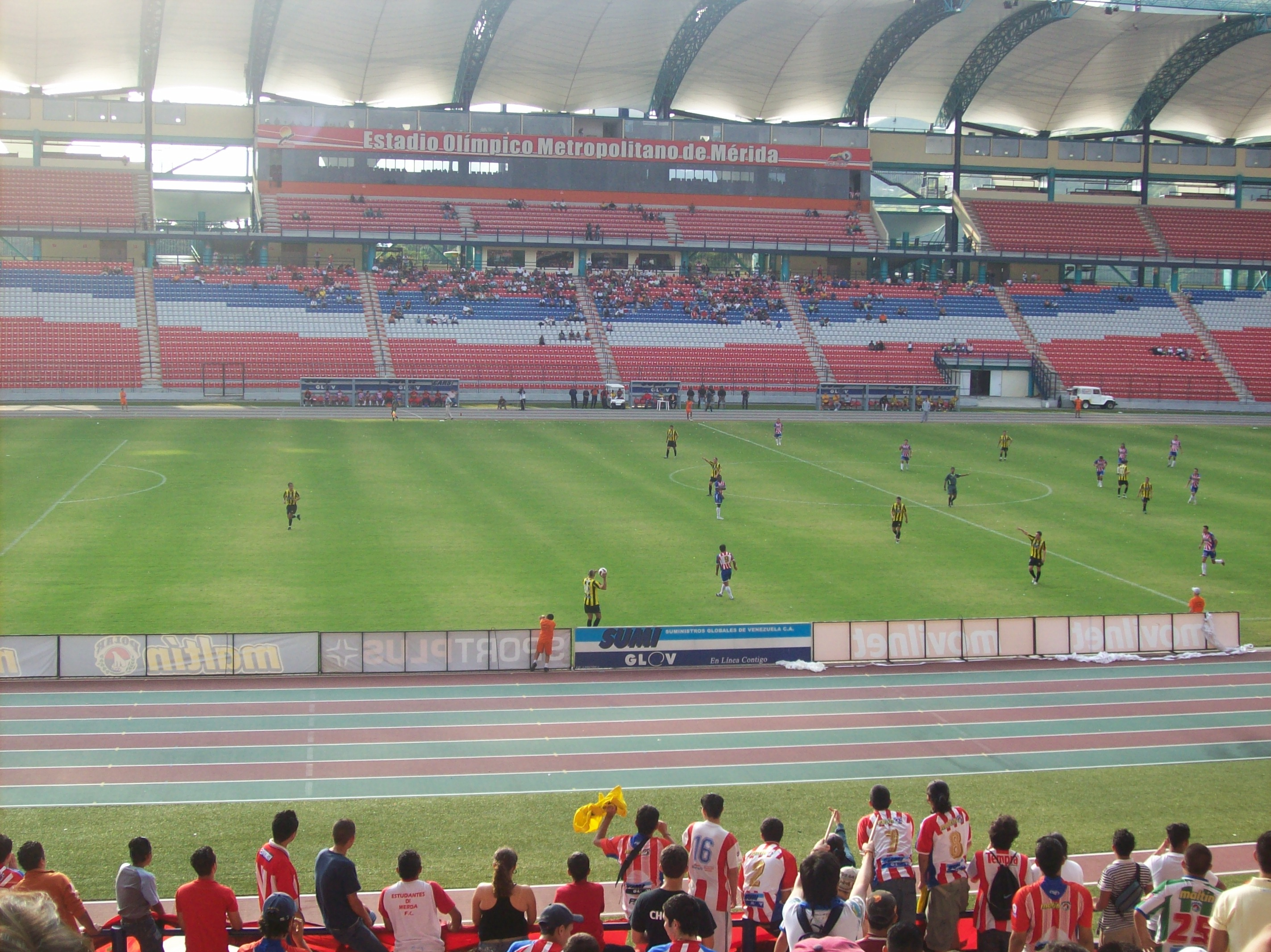
Clásico Andino en Mérida.

Desde 1975 hasta nuestros días continúa siendo el clásico nacional del fútbol venezolano, pese a la fuerte matriz de opinión generada en los últimos años por parte de algunos medios informativos de la capital de la república, al intentar de cambiar o maquillar 44 años de historia futbolera, para poner a cambio al Caracas F.C. en un sitial que sólo tiene cierto auge a partir de aquel 17 de diciembre del año 2000, cuando comenzó el cuadro capitalino a meter público a las tribunas ya sea en estadio "Brígido Iriarte" o el "Olímpico de la UCV" en Caracas, y todo comenzó después de la quema del autobús que transportaba a los "rojos del Ávila" dentro del estadio "Pueblo Nuevo" por un conglomerado de hinchas aurinegros, en el partido de vuelta por la 'Copa República Bolivariana de Venezuela' (resultado final empate a 2 goles); así que considerar un Caracas F.C. - Deportivo Táchira como el 'Clásico Nacional' es cambiar la realidad de la historia de nuestro fútbol venezolano, porque Caracas es una ciudad con una cultura en lo deportivo, por excelencia más inclinado al béisbol y luego el baloncesto, ya que el fútbol lo consideran como una simple moda temporal. Así que cada encuentro entre 'académicos' y 'aurinegros' siempre estará arraigado en su cultura y pasión en el fútbol, a pesar del descenso a la segunda división del cuadro 'académico' en el año 2006, sin embargo luego de su regreso a primera en mayo de 2007, el encuentro entre ambos conjuntos ha vuelto a tener una importante repercusión gracias al apoyo de las respectivas hinchadas, logrando importantes cifras de asistencia. Desde el primer clásico, los dos clubes se han enfrentado en 128 oportunidades en total en el torneo nacional, Copa Venezuela, Copa Libertadores y Copa Conmebol teniendo como resultado un total de 157 enfrentamientos, el cual Deportivo Táchira ha ganado en 64 ocasiones con 208 goles a su favor; mientras Estudiantes de Mérida ha ganado en 47 ocasiones con 164 goles a su favor, y entre ambos equipos han empatado en 38 ocasiones.

#### Números totales
| Competencia       | Partidos Jugados | Ganados Táchira | Partidos Empatados | Ganados Estudiantes | Goles de Táchira | Goles de Estudiantes |
| ----------------- | ---------------- | --------------- | ------------------ | ------------------- | ---------------- | -------------------- |
| Primera División  | 128              | 53              | 36                 | 39                  | 170              | 133                  |
| Copa Venezuela    | 31               | 14              | 10                 | 07                  | 36               | 27                   |
| Copa Libertadores | 04               | 02              | 01                 | 01                  | 06               | 03                   |
| Copa Conmebol     | 02               | 01              | 00                 | 01                  | 07               | 06                   |
| Copa Sudamericana | 01               | 00              | 01                 | 00                  | 01               | 01                   |
| Total             | 166              | 70              | 48                 | 48                  | 220              | 170                  |

*Actualizado hasta el 14 de agosto del 2019. Se incluye enfrentamiento por Copa Sudamericana 2023

## Palmarés

### Torneos nacionales (21)
| Competición nacional                 | Títulos                                                                       | Subcampeonatos                                                 |
| ------------------------------------ | ----------------------------------------------------------------------------- | -------------------------------------------------------------- |
| Primera División de Venezuela (11/9) | 1979, 1981, 1984, 1986, 1999-00, 2007-08, 2010-11, 2014-15, 2021, 2023, 2024. | 1982, 1985, 1987, 1988, 1990, 1998-99, 2003-04, 2009-10, 2020. |
| Copa Venezuela (2/4)                 | 1982, 1983.                                                                   | 1975, 1981, 1985, 2013.                                        |
| Torneo Apertura (4/3)                | 1998, 1999, 2009, 2010.                                                       | 2003, 2005, 2025.                                              |
| Torneo Clausura (4/7)                | 2000, 2008, 2015, 2024.                                                       | 1997, 2004, 2006, 2009, 2010, 2016, 2019.                      |
| Supercopa de Venezuela (0/1)         |                                                                               | 2025                                                           |

### Torneos internacionales
- Copa Almirante Brion (1): 1983.[53]

### Torneos nacionales amistosos
- Copa Bicentenario (1): 2011.[54]
- Copa "X" Feria de San Sebastián (1): 1975

## Ránquines
Actualizado hasta diciembre de 2024.

### Ránquines de IFFHS
- Clasificación Mundial de Clubes 2024: 395.º (59,25 puntos).[55]

### Ranking de la Copa Libertadores de América
- Clasificación de Clubes: 47.º (1,406.4 puntos).[56]

## Secciones Deportivas

### Deportivo Táchira FSC

Deportivo Táchira Futsal 2013

Es un equipo de fútbol sala venezolano, con sede en la ciudad de San Cristóbal, capital del estado Táchira, al occidente de Venezuela. Filial del Deportivo Táchira Fútbol Club, los colores de su vestimenta del equipo son el negro y amarillo. Disputa sus partidos como local en el Gimnasio campeones de 1997, el cual cuenta con una capacidad para 7000 espectadores. Los aurinegros celebraron frente a más de 5000 mil espectadores que se acercaron al Gimnasio Campeones Mundiales del 97, para alentar a sus jugadores en los 40 minutos donde los de casa dominaron totalmente el partido, a diferencia del tercer encuentro donde tuvieron que irse a prórroga y les costó más trabajo conseguir la victoria. Este título nacional se une al galardón por los tachirenses en el 2008, cuando obtuvieron la Copa Merconorte también en el escenario imponente del "Campeones Mundiales del 97". Un estadio de Fútbol sala ubicado A los alrededores de pueblo nuevo. El Deportivo Táchira FsC. fue protagonista del Torneo Superior de Futsal en sus ediciones 2011 y 2012, coronándose campeón en la primera justa y subcampeón en el segundo certamen, desde entonces han participado en distintos encuentros.

### Categorías menores
Las categorías menores: La academia del Deportivo Táchira F.C. está compuesta por cuatro categorías: Teteritos, Compoticas, Mundialito, Preinfantil, Infantil “C”, Infantil “B”, Infantil “A”, femenino Sub-12, femenino Sub-14 y femenino Sub-16. Son jóvenes con edades que oscilan entre los 13 y 19 años, quienes se forman y disputan campeonatos oficiales de la Federación Venezolana de Fútbol y de la Asociación de Fútbol de Venezuela, dividida en cuatro categorías: Sub-13, Sub-15, Sub-17 y Sub-19.
Donde se disputa la serie oro, en las categorías menores.
- Serie de Oro: Sub-13, Sub-15, Sub-17 y Sub-19
- Serie de Plata: Sub-13, Sub-15, Sub-17 y Sub-19.

### Deportivo Táchira Fútbol Club (femenino)
El equipo de fútbol femenino profesional, que se encuentra ubicado en San Cristóbal, estado Táchira, Venezuela, y que en la actualidad participa en la Superliga Femenina de Venezuela, máxima división del fútbol femenino en Venezuela. Con motivo de la participación del equipo masculino Deportivo Táchira Fútbol Club en la Copa Libertadores 2017, se originó una obligación de formar un equipo profesional femenino. 

Equipo Femenino del Deportivo Táchira 2023.

Contaba en su plantilla con jugadoras como: Yailin Medina, Liliángela Palmar, Lucy Maldonado, Yuleidy Contreras, por mencionar a las que destacaron en él, pero contaba también con Sandra Luzardo una jugadora internacional y la más reconocida por pertenecer a la selección mayor femenina de Venezuela.
Sandra Luzardo comenzó en el fútbol desde muy pequeña. Todo comenzó gracias a su padre, quien jugaba al fútbol y durante el descanso de los partidos de su padre, Sandra comenzaba a darle “patadas al balón”. Su madre no le agradaba la idea, prefería que fuera la reina del salón y llegara a ser modelo, pero a Sandra le hacía feliz el fútbol.
Luzardo recibió el primer llamado para la Selección femenina de fútbol sub-15 cuando tenía 12 años. Fue luego de un entrenamiento con la selección de Mérida, equipo donde tenía apenas un mes. En la práctica estaba el seleccionador Kenneth Zseremeta, quien quedó sorprendido con las habilidades de Sandra, quien en ese entonces se desempeñaba como delantera. 

### Equipo de ciclismo.

Equipo de ciclismo del Deportivo Táchira.

Cuenta con un equipo de ciclismo profesional que entre sus logros destacan los éxitos conseguidos en la Vuelta al Táchira 2020, la Vuelta a Venezuela 2017, el Clásico de Bramón 2016 y 2019, el Clásico JHS 2015, así como la obtención del premio como mejor equipo en la Vuelta al Táchira en 2016, 2018 y 2019. Han estado motivados en la consolidación de las escuadras de ciclismo “Deportivo Táchira y JHS Grupo” con pedalistas de gran trayectoria nacional e internacional, donde se reúne experiencia y juventud que son de gran valía a la hora de lograr los triunfos. El Team Aurinegro buscará adjudicarse la mayoría de títulos posibles a nivel nacional como internacional, conformando una nómina de lujo, donde prevalece el trabajo en equipo bajo la premisa de seguir enalteciendo los colores Amarillo y Negro de la Institución deportiva más popular de Venezuela con talento regional y nacional, en el año 2022 el equipo de ciclismo conseguiría su tercer título consecutivo en la vuelta al Táchira.